# فهرست حمایت‌ها از کارزار ریاست‌جمهوری ۲۰۲۴ دونالد ترامپ
این لیستی از افراد و سازمان‌های برجسته ای است که از دونالد ترامپ برای انتخابات ریاست جمهوری ۲۰۲۴ آمریکا حمایت کرده‌اند.

## مسئولین قوه مجریه

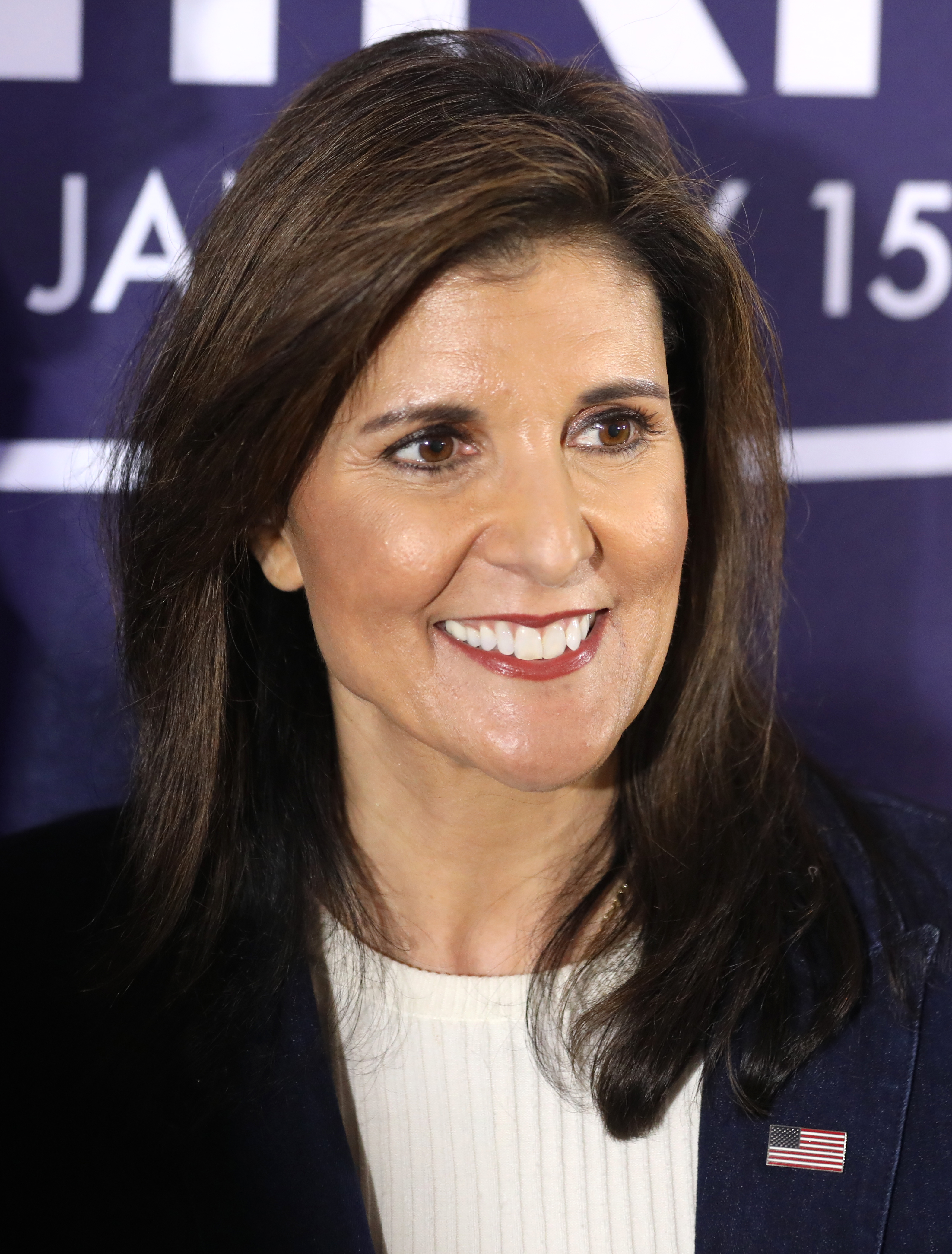
نیکی هیلی

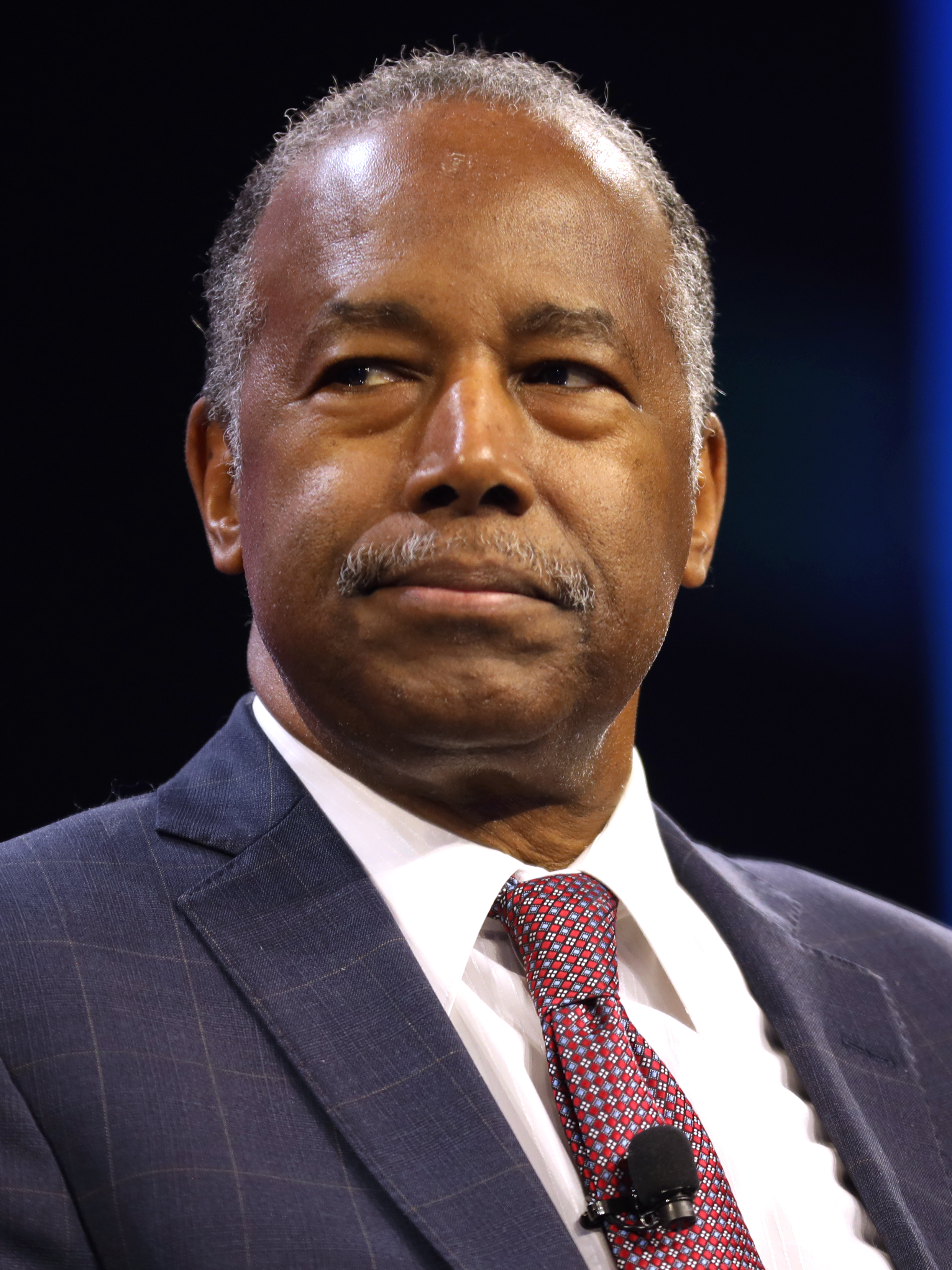
بن کارسون

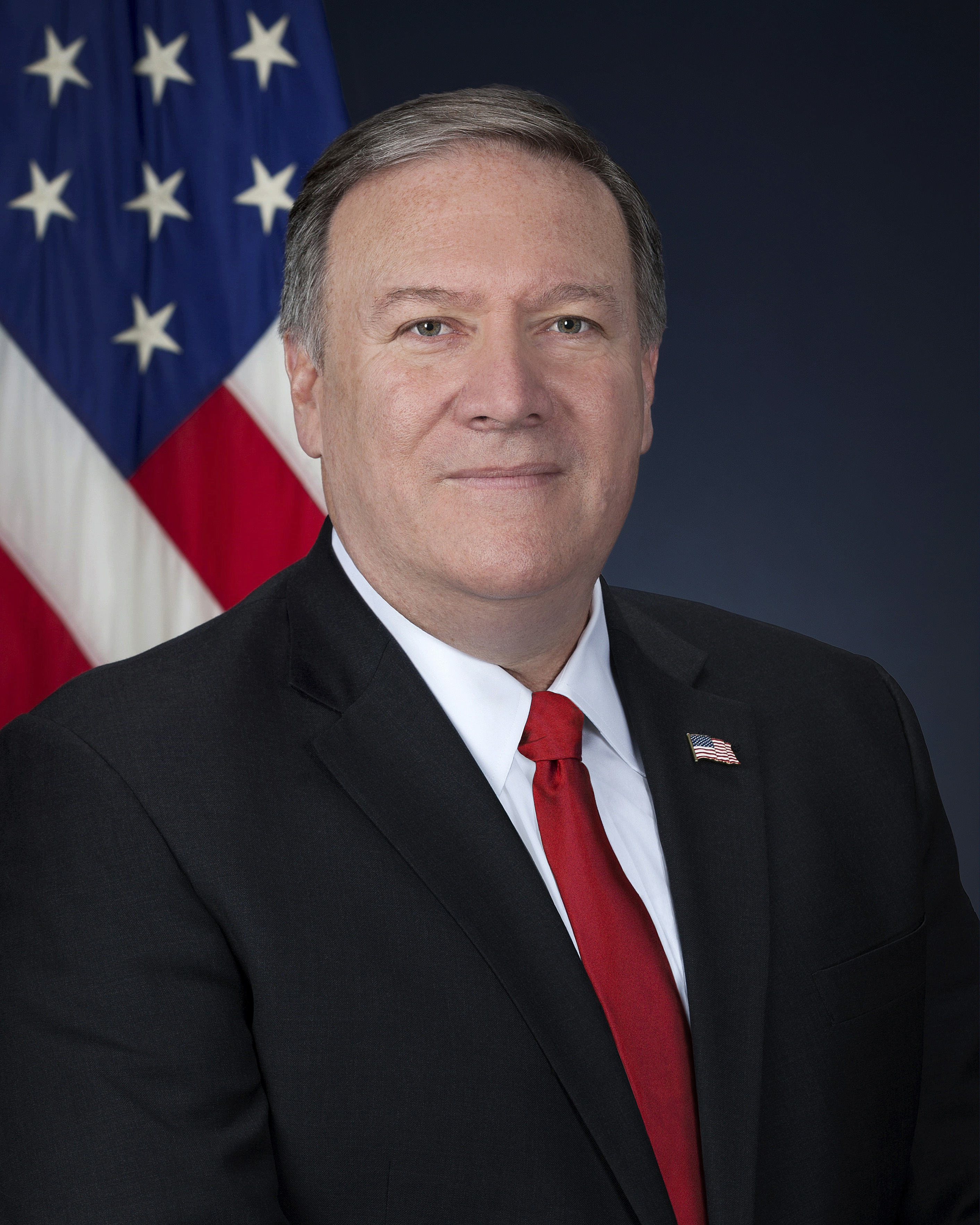
مایک پمپئو

توجه: مقامات فعلی قوه مجریه (غیر از رئیس‌جمهور و معاون رئیس‌جمهور) طبق قانون هچ از ابراز حمایت سیاسی منع شده‌اند.

### مقامات در سطح کابینه
- ویلیام بار، دادستان کل ایالات متحده آمریکا (2019–2020, 1991–1993)[۱]
- ویلیام بینیت، وزیر آموزش ایالات متحده آمریکا (۱۹۸۵–۱۹۸۸), اداره کننده دفتر ملی سیاست کنترل مواد مخدر (۱۹۸۹–۱۹۹۰), و رئیس هیئت مدیره موقوفه ملی علوم انسانی (1981–1985)[۲]
- دیوید برنهارد، وزیر کشور ایالات متحده آمریکا (۲۰۱۹–۲۰۲۱) و قائم مقام وزیر کشور (2017–2019)[۳]
- بن کارسون، وزیر مسکن و توسعه شهری ایالات متحده آمریکا (2017–2021)[۴]
- کلی کرفت، سفیر ایالات متحده آمریکا در سازمان ملل متحد (۲۰۱۹–۲۰۲۱) و سفیر آمریکا در کانادا (2017–2019)[۵]
- ریچارد گرینل، کفیل اداره‌کننده اطلاعات ملی (2020), سفیر آمریکا در آلمان (۲۰۱۸–۲۰۲۰), و نماینده ویژه مذاکرات صلح صربستان و کوزوو (2019–2021)[۶]
- نیکی هیلی، سفیر ایالات متحده آمریکا در سازمان ملل متحد (۲۰۱۷–۲۰۱۸), فرماندار کارولینای جنوبی (۲۰۱۱–۲۰۱۷), و نامزد سابق انتخابات 2024[۷]
- رابرت لایتهایزر، دفتر نماینده تجاری ایالات متحده آمریکا (۲۰۱۷–۲۰۲۱) و رئیس دفتر نماینده تجاری ایالات متحده آمریکا (1983–1985)[۸]
- لیندا مک‌من، رئیس اداره کسب‌وکارهای کوچک (2017–2019)[۹]
- مارک مدوز، رئیس دفتر رئیس‌جمهور ایالات متحده (۲۰۲۰–۲۰۲۱) و مجلس نمایندگان ایالات متحده آمریکا از حوزه انتخابیه یازدهم کارولینای شمالی (2013–2020) (هم متهم ترامپ)[۶]
- ادوین میس، دادستان کل ایالات متحده آمریکا (1985–1988)[۱۰]
- استیون منوچین، وزیر خزانه‌داری ایالات متحده آمریکا (2017–2021)[۱۱]
- مایک پومپئو، وزیر امور خارجه ایالات متحده آمریکا (۲۰۱۸–۲۰۲۱) و اداره‌کننده سیا (2017–2018)[۱۲]
- جان رتکلیف، اداره‌کننده اطلاعات ملی (۲۰۲۰–۲۰۲۱) و نماینده مجلس نمایندگان ایالات متحده آمریکا از حوزه انتخابیه چهارم تگزاس (2015–2020)[۱۳]
- ویلبر راس، وزیر بازرگانی ایالات متحده آمریکا (2017–2021)[۱۱]
- تامی تامپسون، وزیر بهداشت و خدمات انسانی ایالات متحده آمریکا (2001–2005)[۱۴]
- راسل ووت، رئیس اداره مدیریت و بودجه (۲۰۱۹–۲۰۲۱) و قائم مقام رئیس اداره مدیریت و بودجه (2018–2020)[۱۵]
- متیو ویتاکر، کفیل دادستان کل ایالات متحده آمریکا (۲۰۱۸–۲۰۱۹), رئیس دفتر دادستان کل ایالات متحده آمریکا (۲۰۱۷–۲۰۱۸), و دادستان ایالات متحده آمریکا برای Southern District of Iowa (2004–2009)[۱۶]

### مقامات وزارت دفاع
- کتی آرینگتون، افسر ارشد امنیت اطلاعات معاون وزیر دفاع ایالات متحده برای کسب و پشتیبانی (2019-2022)[۱۷]
- جد بابین، معاون معاون وزیر دفاع برای برنامه‌ریزی اکتساب (1990-1991)[۱۸]
- جیمز ای لیوینگستون، فرمانده نیروهای ذخایر نیروی دریایی (۱۹۹۲–۱۹۹۵) و دریافت کننده مدال افتخار[۱۹]
- کش پاتل، رئیس ستاد موقت وزیر دفاع ایالات متحده (2020-2021)[۲۰]

### مقامات وزارت امور خارجه
- کن بلکول، سفیر ایالات متحده در کمیسیون حقوق بشر سازمان ملل متحد (1992-1993)[۱۰]
- اسکات براون، سفیر ایالات متحده در نیوزلند و ساموآ (۲۰۱۷–۲۰۲۰) و سناتور ایالات متحده از ماساچوست (2010-2013)[۲۱]
- دیوید فریدمن، سفیر ایالات متحده در اسرائیل (2017-2021)[۲۲]
- جیم گیلمور، سفیر ایالات متحده در سازمان امنیت و همکاری در اروپا (۲۰۱۹–۲۰۲۱) و فرماندار ویرجینیا (1998-2002)[۲۳]
- کالیستا گینگریچ، سفیر ایالات متحده در مقر مقدس (2017-2021)[۲۴]
- جورج ادوارد گلس، سفیر ایالات متحده در پرتغال (2017–2021)[۲۵]
- جفری راس گانتر، سفیر ایالات متحده در ایسلند (2019–2021)[۲۶]
- وودی جانسون، سفیر ایالات متحده در بریتانیا (2017-2021)[۲۷]
- جیمی مک کورت، سفیر ایالات متحده در فرانسه (۲۰۱۷–۲۰۲۱) و سفیر ایالات متحده در موناکو (2017-2021)[۲۸]
- اد مک مولن، سفیر ایالات متحده در سوئیس و لیختن اشتاین (2017-2021)[۲۹]
- لیندرو ریزوتو جونیر. افسر اصلی کنسولگری ایالات متحده در برمودا (2020-2021)[۳۰]
- کارلا سندز، سفیر ایالات متحده در دانمارک (2017–2021)[۳۱]
- الن ساوربری، دستیار وزیر امور خارجه در امور جمعیت، پناهندگان و مهاجرت (2006-2007)[۳۲]
- گوردون ساندلند، سفیر ایالات متحده در اتحادیه اروپا (2018-2020)[۳۳]
- دونالد تاپیا، سفیر ایالات متحده در جامائیکا (2019–2021)[۳۴][۳۵]
- کیپ ای تام، سفیر ایالات متحده در آژانس‌های غذا و کشاورزی سازمان ملل متحد (2019-2021)[۲۴]
- ترور ترینا، سفیر ایالات متحده در اتریش (2018-2021)[۳۶]
- کارلوس تروخیلو، سفیر ایالات متحده در سازمان کشورهای آمریکایی (2018-2021)[۳۷]

### مسئولین دفتر اجرایی
- نیک آیرز، رئیس ستاد معاون رئیس‌جمهور (2017-2019)[۳۸]
- مایکل فلین، مشاور امنیت ملی ایالات متحده (۲۰۱۷) و مدیر آژانس اطلاعات دفاعی ایالات متحده (۲۰۱۲–۲۰۱۴) (قانون اساسی)[۳۹]
- کیت کلوگ، مشاور امنیت ملی معاون رئیس‌جمهور ایالات متحده (۲۰۱۸–۲۰۲۱) و سرپرست مشاور امنیت ملی ایالات متحده (2017)[۴۰]
- لری کودلو، مدیر شورای اقتصاد ملی (2018-2021)[۴۱]
- کی تی مکفارلند، قائم مقام مشاور امنیت ملی ایالات متحده (2017)[۴۲]
- دیوید مک اینتاش، مدیر شورای سیاست داخلی (۱۹۸۷–۱۹۸۸) و نماینده ایالات متحده از IN-02 (1995-2001)[۴۳]
- رابرت سی اوبراین، مشاور امنیت ملی ایالات متحده (۲۰۱۹–۲۰۲۱) و فرستاده ویژه در امور گروگان‌ها (2018-2019)[۴۴]
- ری واشبرن، عضو هیئت مشاوران اطلاعاتی رئیس‌جمهور (2019-2020)[۴۵]

### پرسنل نظامی

#### نیروی هوایی
- اسکات اوگریدی، کاپیتان بازنشسته نیروی هوایی ایالات متحده[۴۶]

#### نیروی زمینی
- آنتونی شفر، سرهنگ بازنشسته ذخیره ارتش ایالات متحده و رئیس مرکز تحقیقات سیاست لندن[۴۶]

#### نیروی دریایی
- مایکل ای. تورنتون، دریافت کننده مدال افتخار و بازنشسته نیروی دریایی ایالات متحده SEAL[۴۶]

## سناتورهای آمریکایی

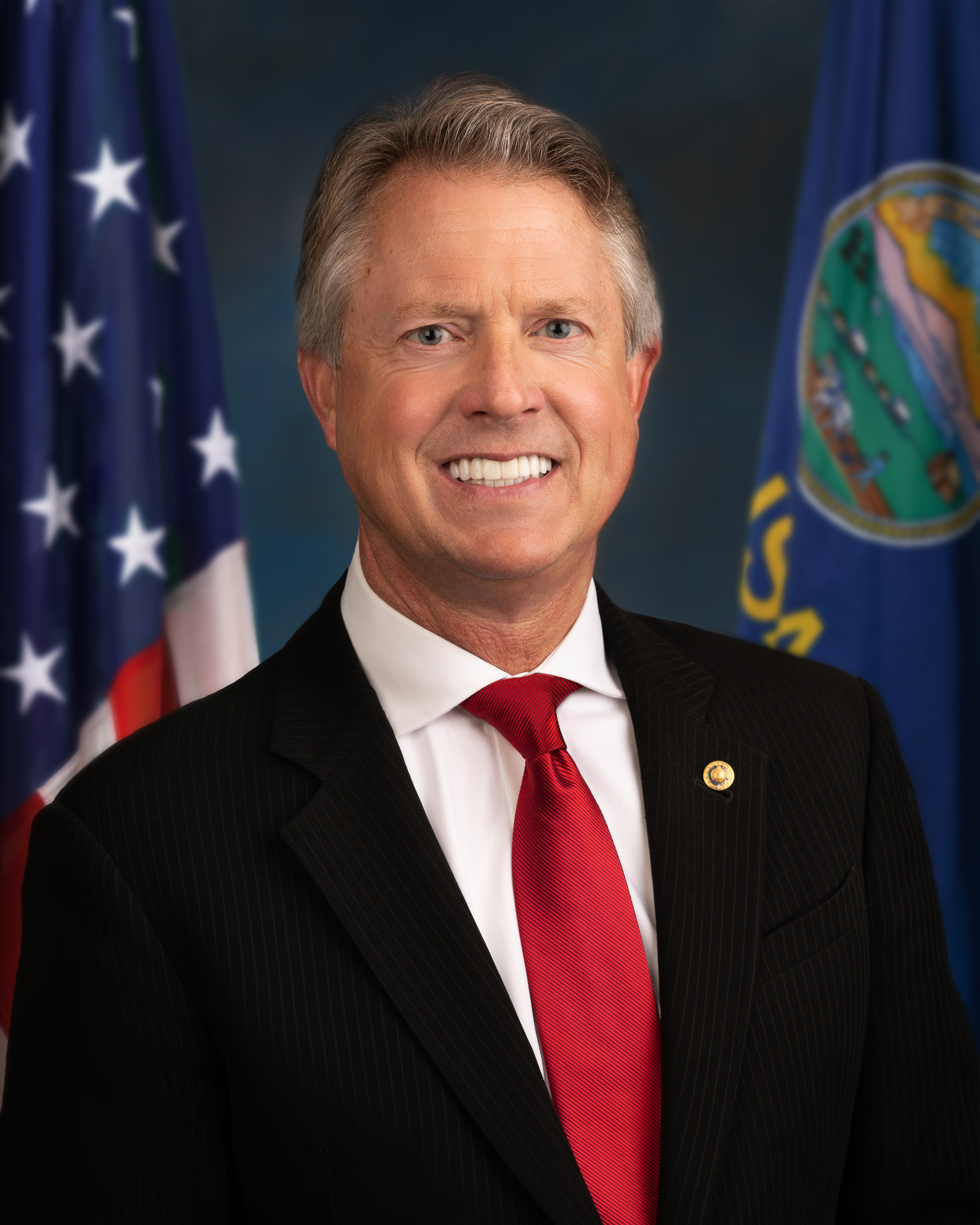
راجر مارشال

### کنونی
تا تاریخ ژوئیه ۲۰۲۴, ۴۲ تا از ۴۹ سناتور کنونی جمهوریخواه از ترامپ حمایت کرده‌اند.

## سیاستمداران بین‌المللی

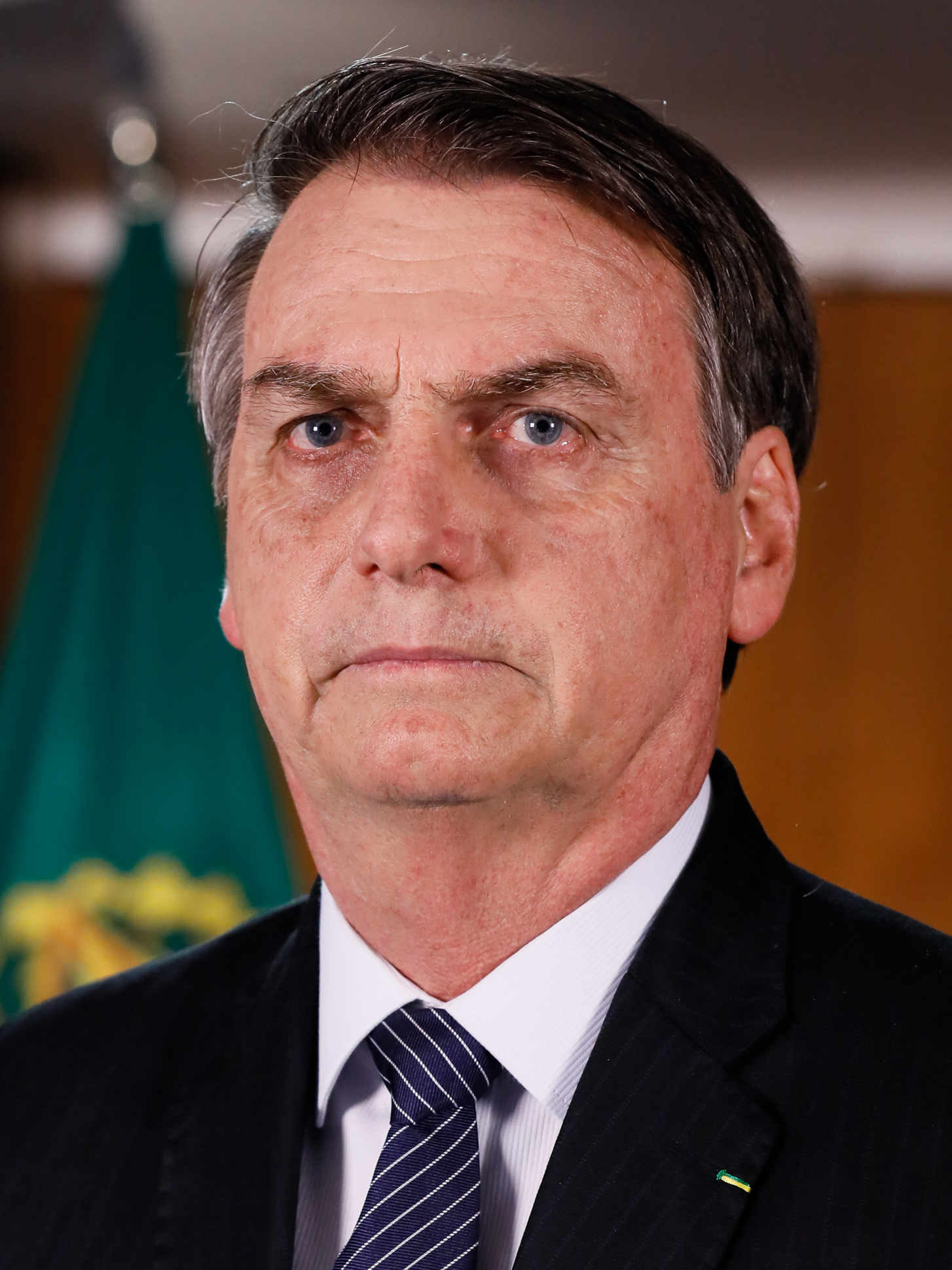
ژائیر بولسونارو

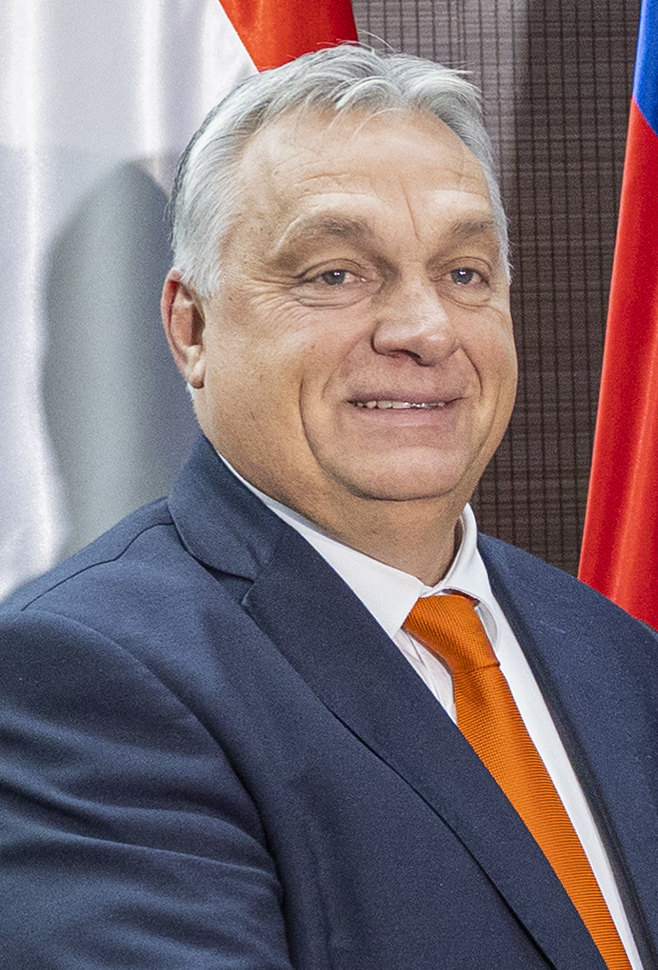
ویکتور اوربان

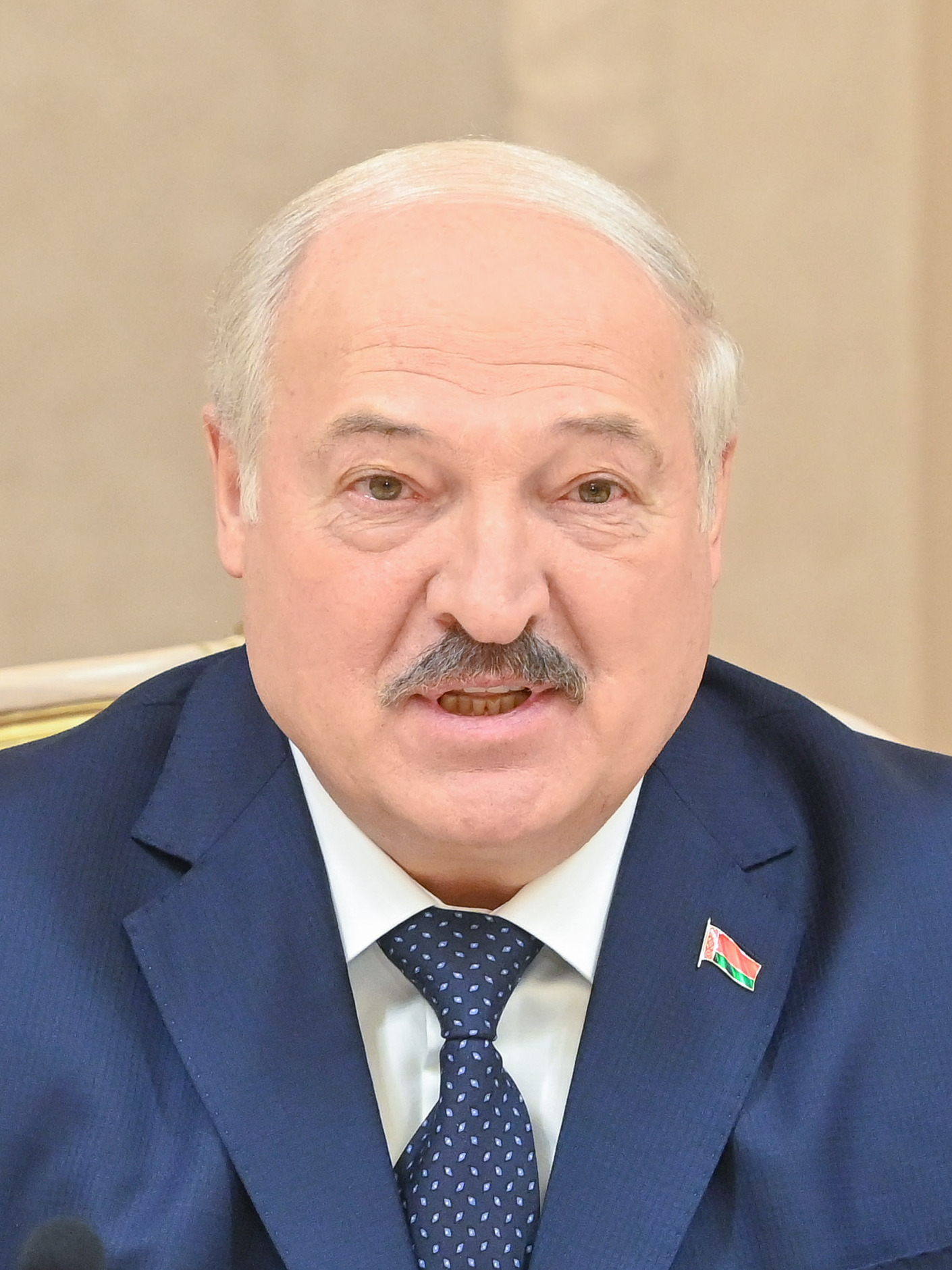
الکساندر لوکاشنکو

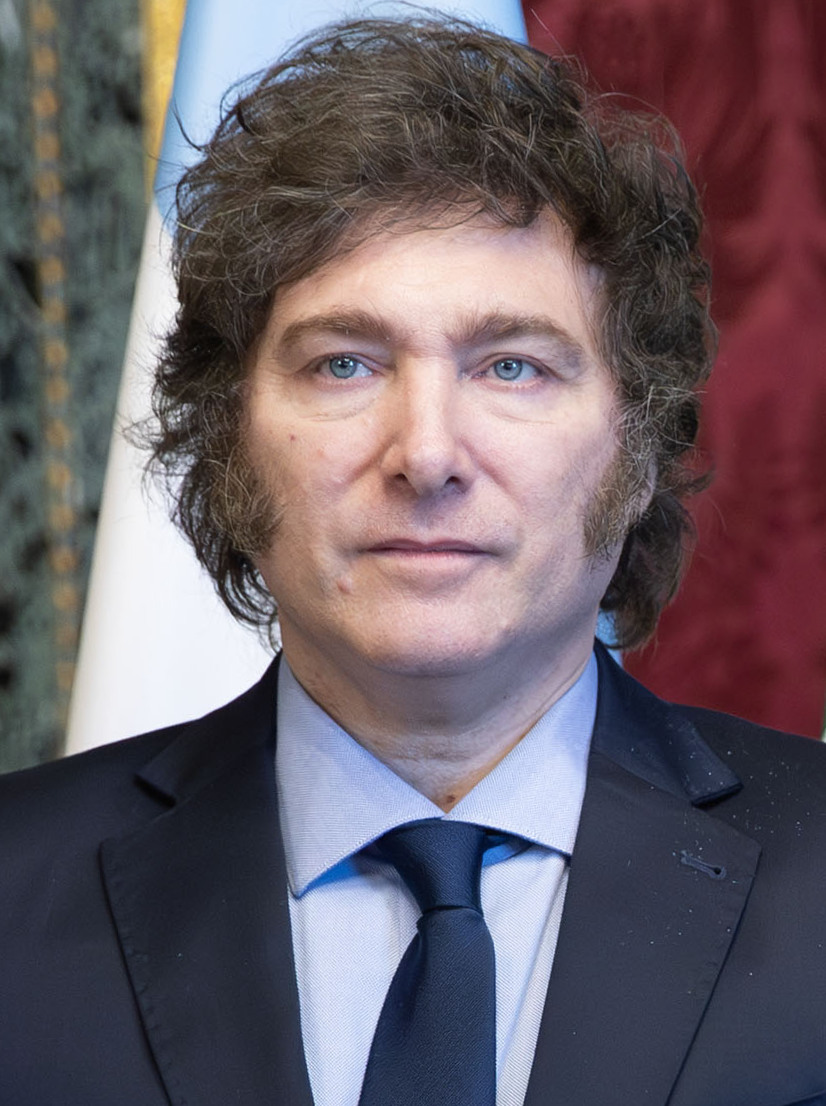
خاویر میلئی

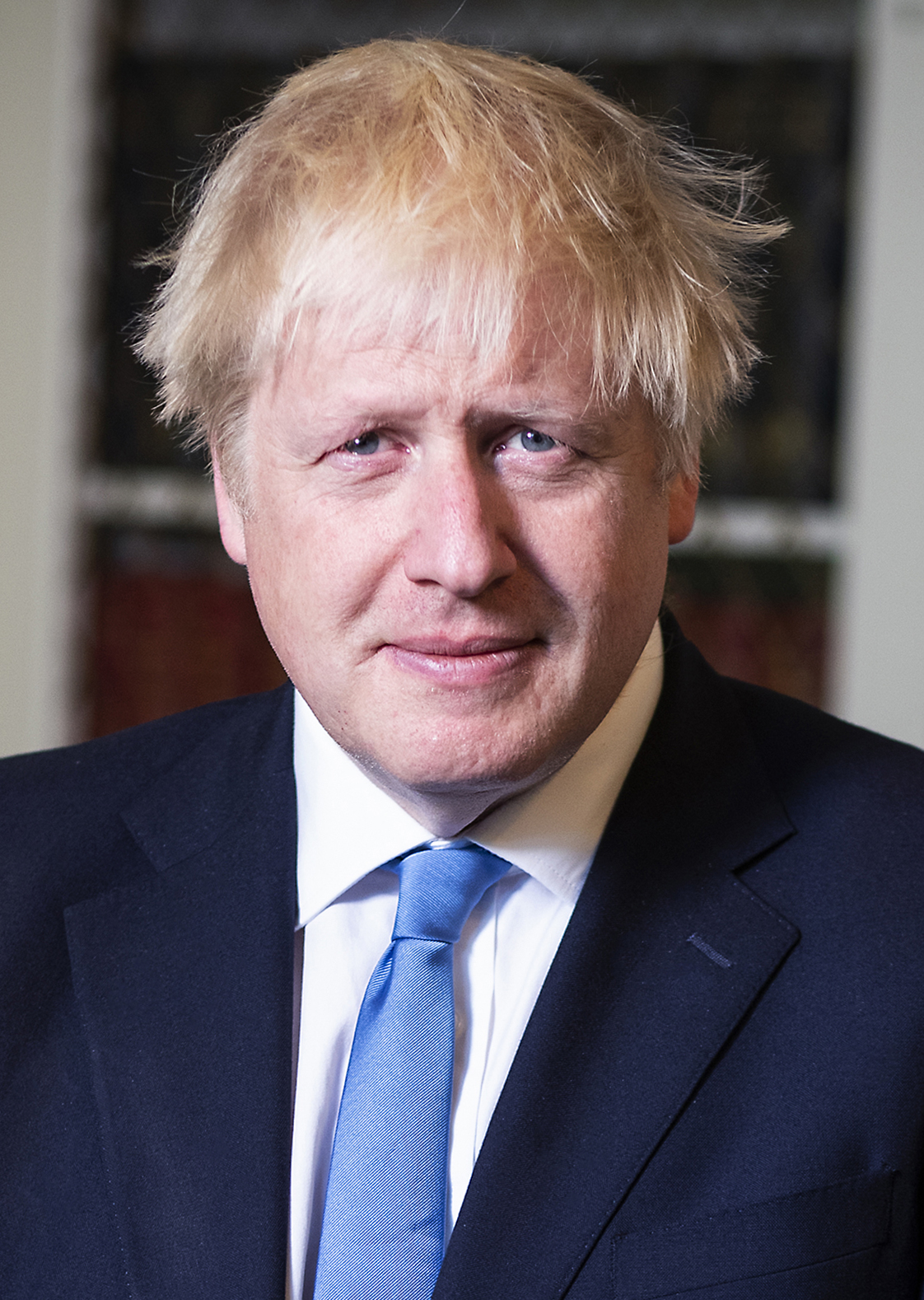
بوریس جانسون

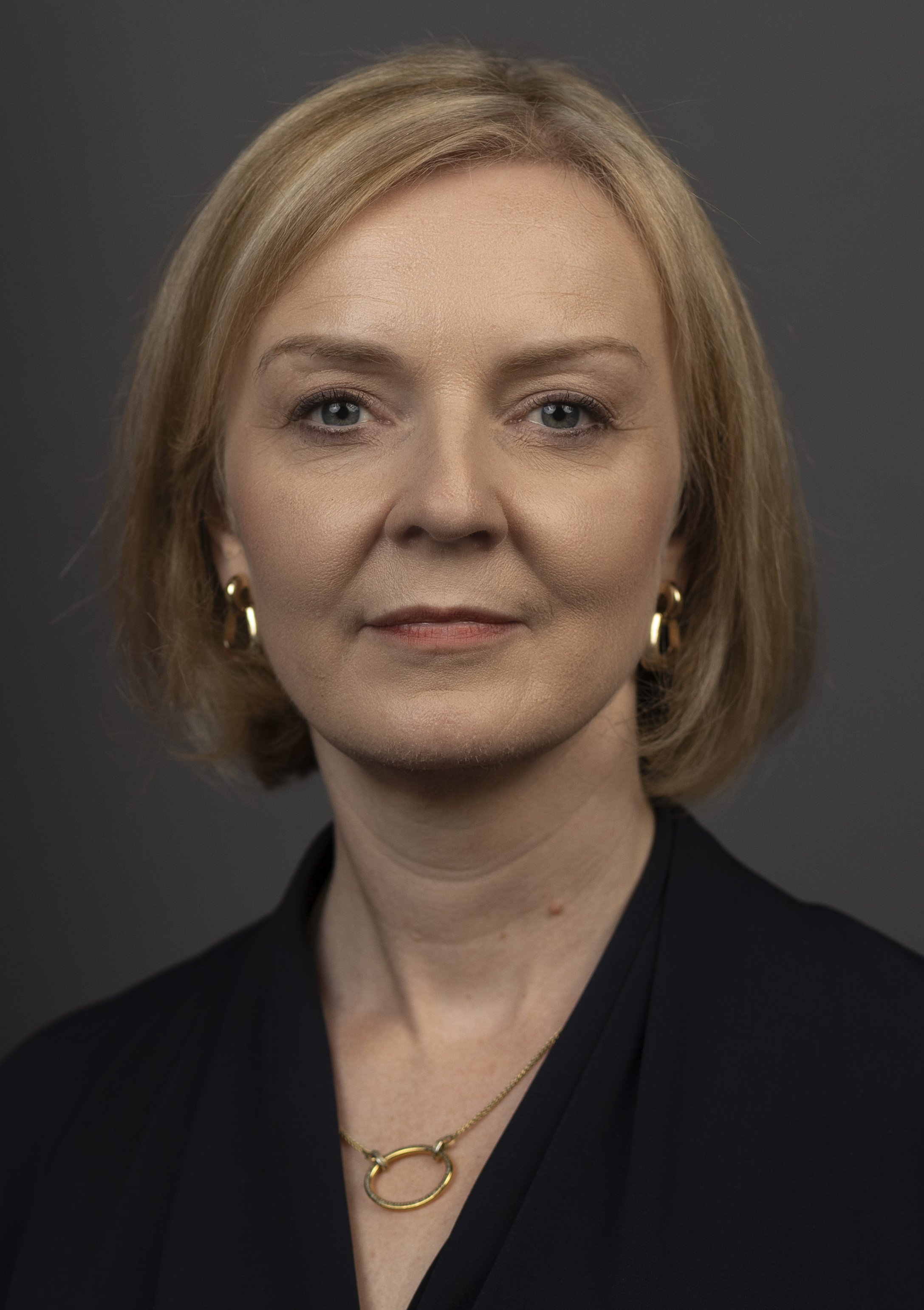
لیز تراس

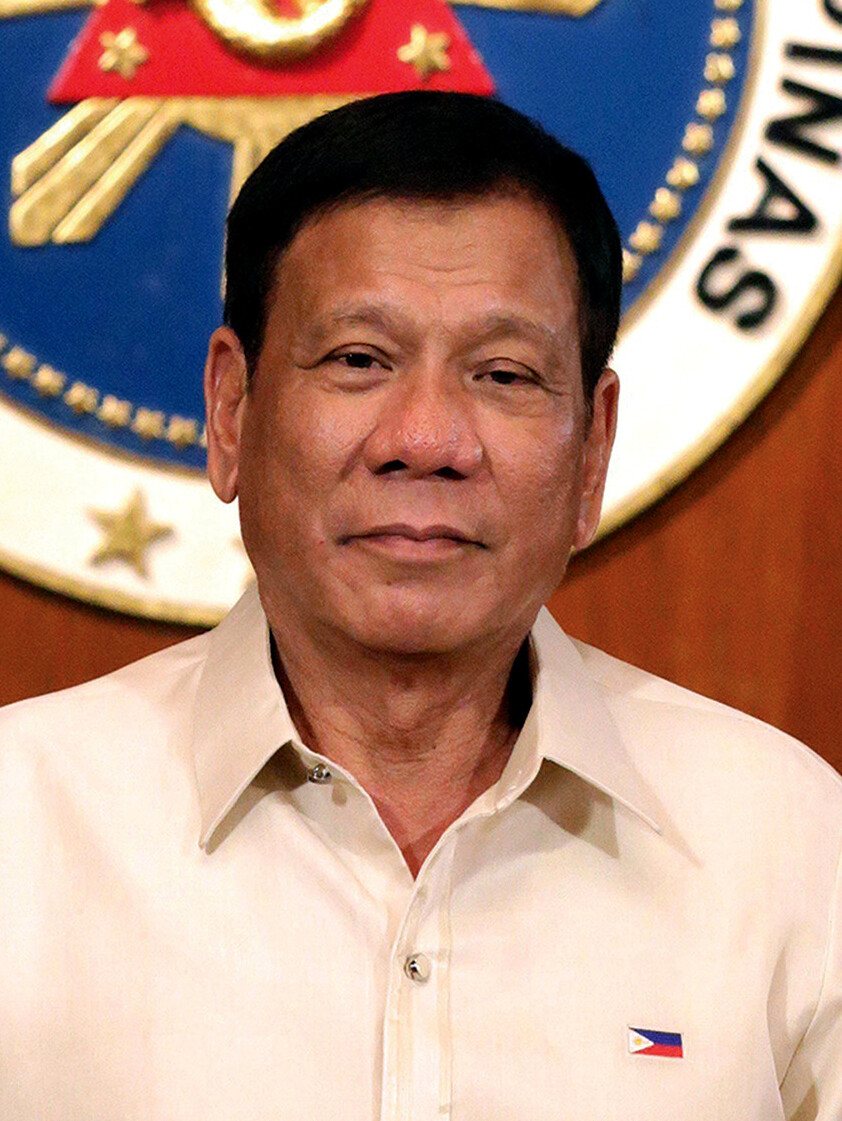
رودریگو دوترته

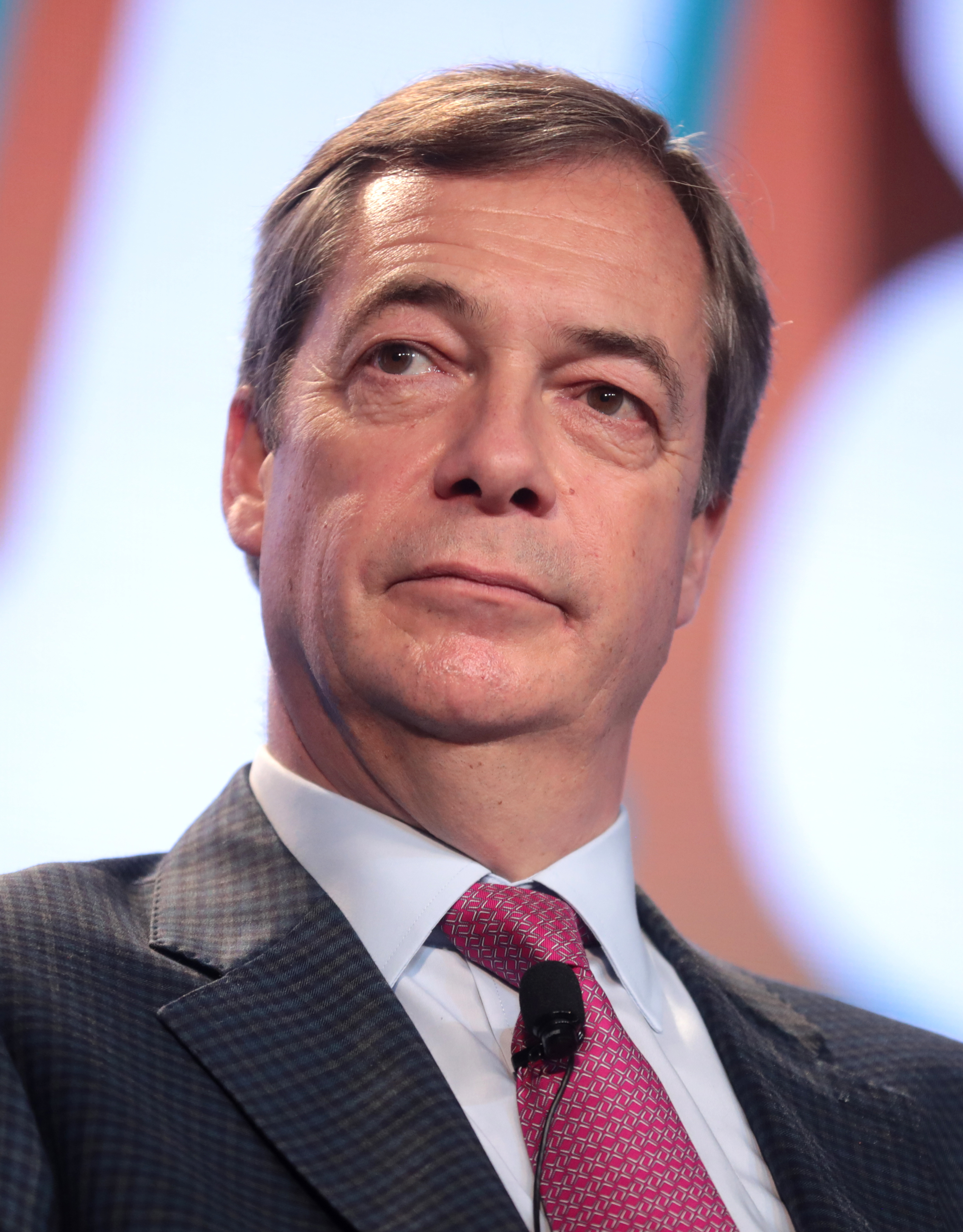
نایجل فراژ

### رؤسای دولت و کشور

#### کنونی
- الکساندر لوکاشنکو، رئیس‌جمهور بلاروس (۱۹۹۴–اکنون) (مستقل)[۴۷][۴۸]
- خاویر میلئی، رئیس‌جمهور آرژانتین (۲۰۲۳–اکنون), عضو مجلس نمایندگان آرژانتین (2021–2023) (حزب لیبرترین)[۴۹][۵۰][۵۱][۵۲]
- ویکتور اوربان،  نخست‌وزیر مجارستان (۱۹۹۸–۲۰۰۲, ۲۰۱۰–اکنون), عضو مجمع ملی (۱۹۹۰–اکنون) (فیدس)[۵۳][۵۴]

#### سابق
- ژائیر بولسونارو، رئیس‌جمهور برزیل (۲۰۱۹–۲۰۲۳) و عضو مجلس نمایندگان (1991–2018) (حزب لیبرال)[۵۵]
- رودریگو دوترته، رئیس‌جمهور فیلیپین (2016–2022) (Partido Demokratiko Pilipino)[۵۶]
- بوریس جانسون، نخست‌وزیر بریتانیا (۲۰۱۹–۲۰۲۲), عضو مجلس (بریتانیا) از Uxbridge and South Ruislip (2015–2023) (حزب محافظه‌کار)[۵۷]
- لیز تراس، نخست‌وزیر بریتانیا (۲۰۲۲), عضو مجلس (بریتانیا) از South West Norfolk (2010–2024) (حزب محافظه‌کار)[۵۸][۵۹]

## رهبران کسب و کار

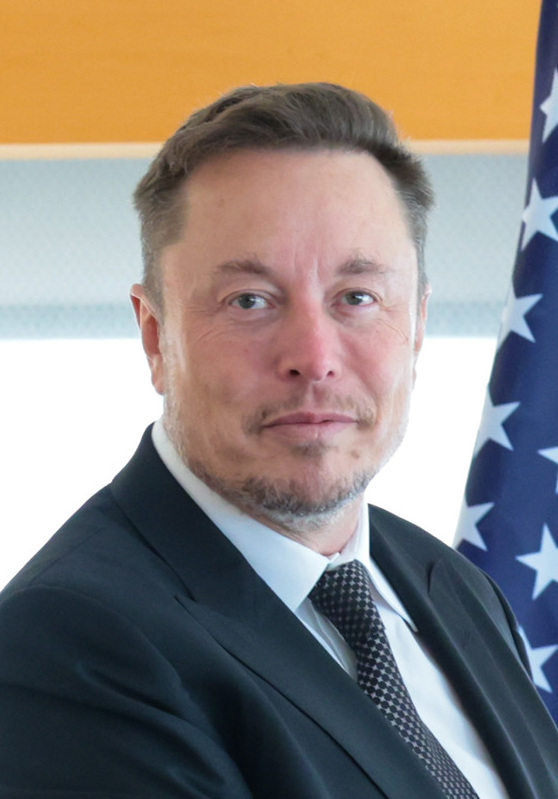
ایلان ماسک

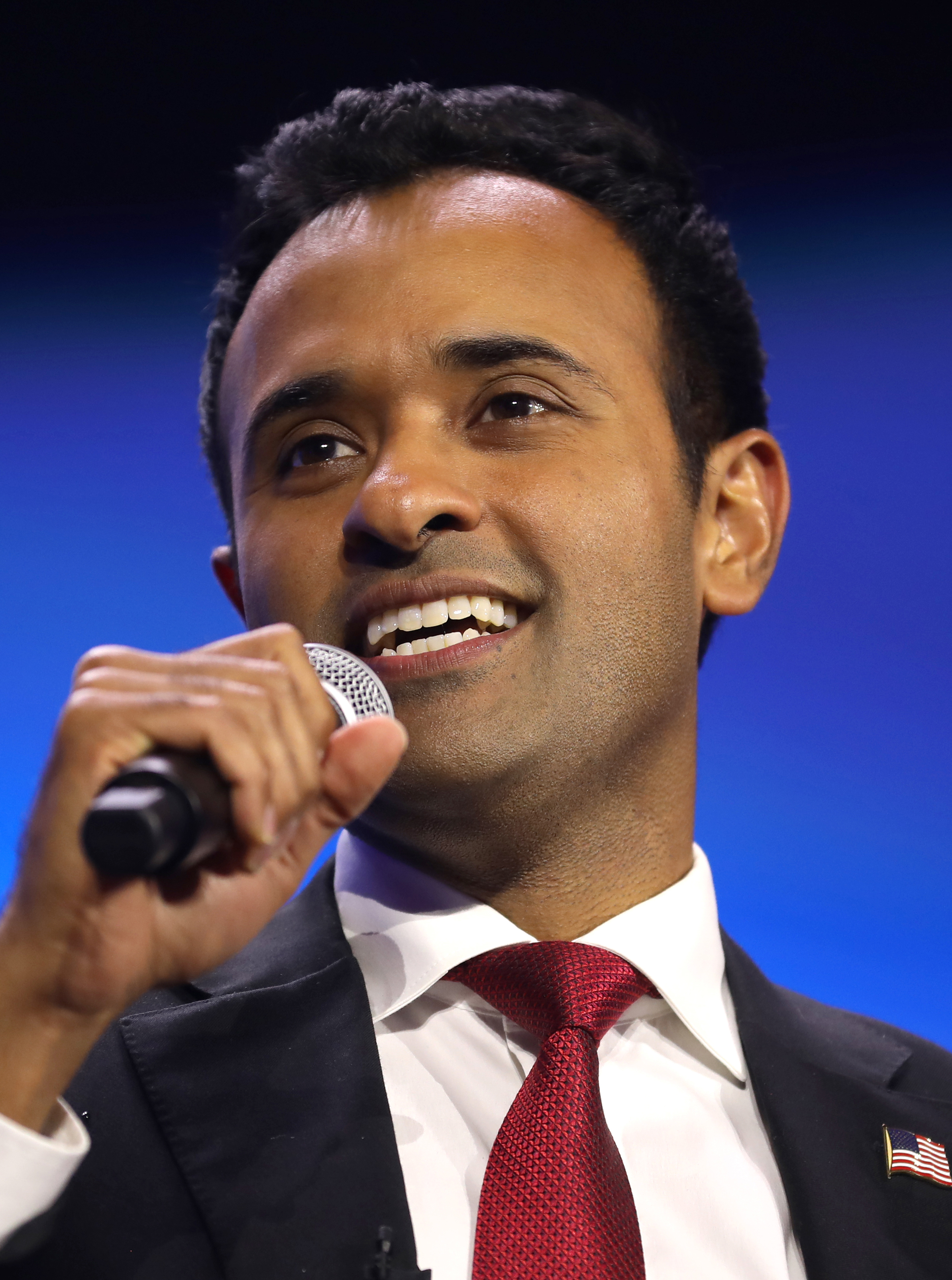
ویوک راماسوامی

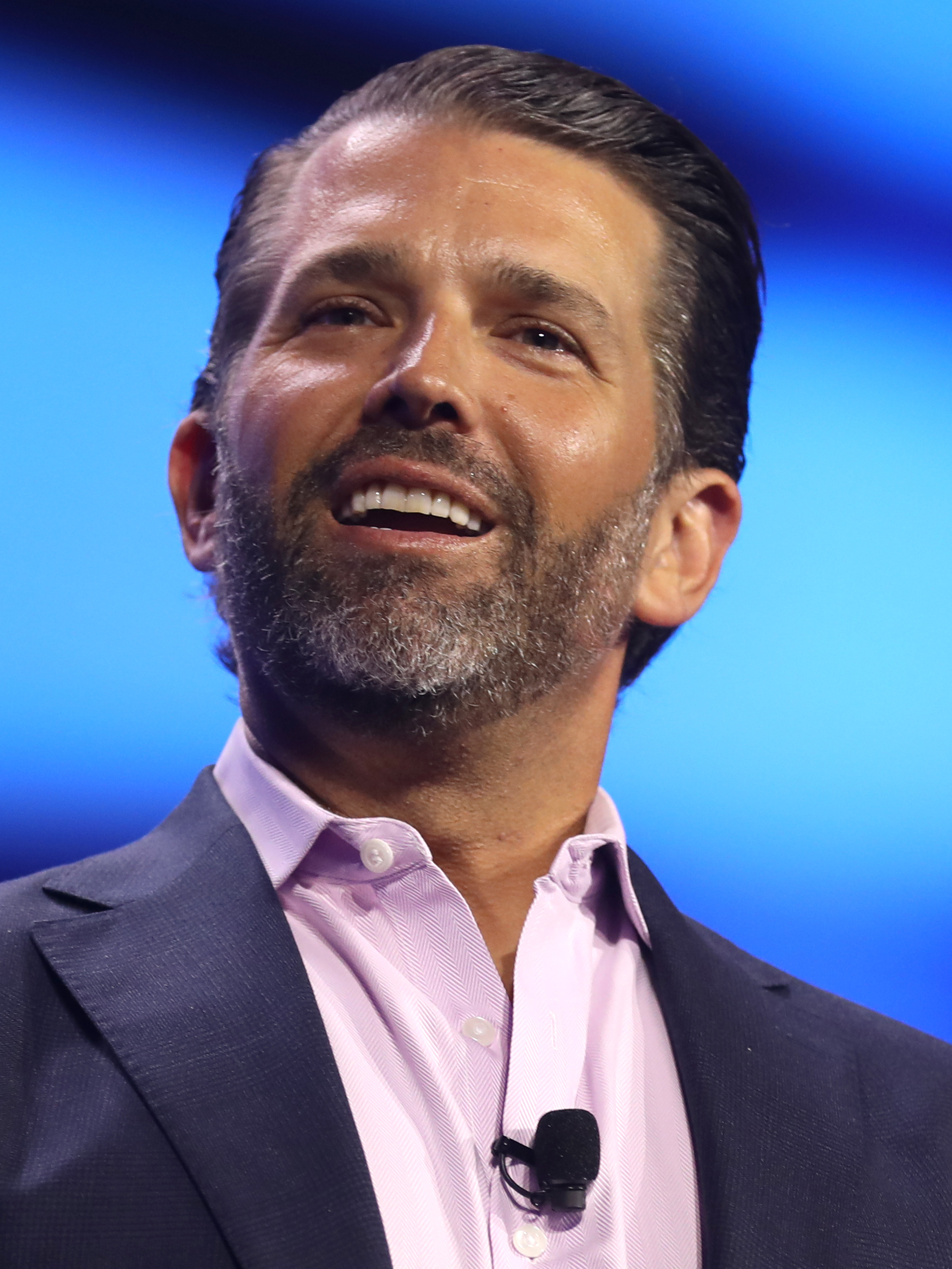
دونالد ترامپ جونیور

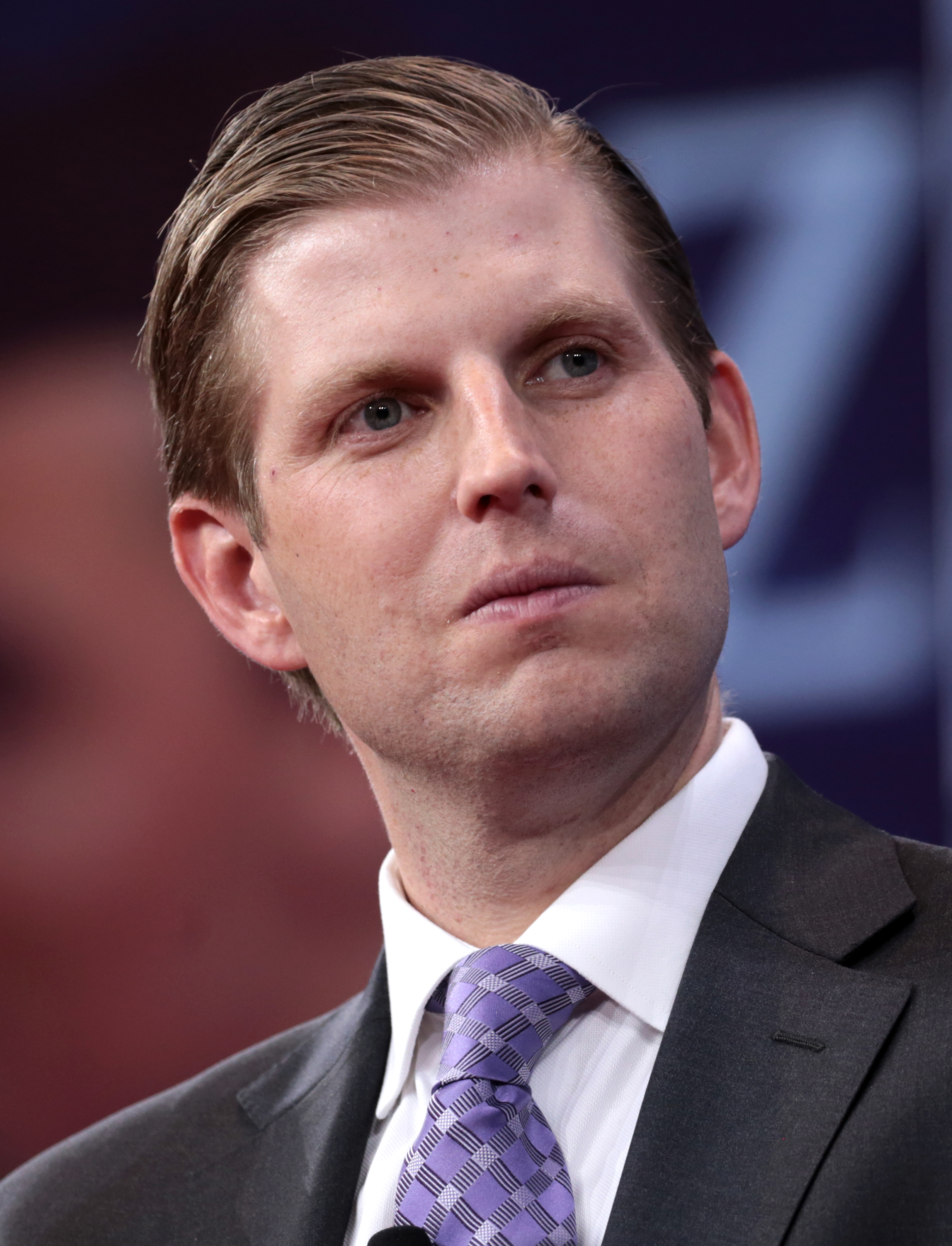
اریک ترامپ

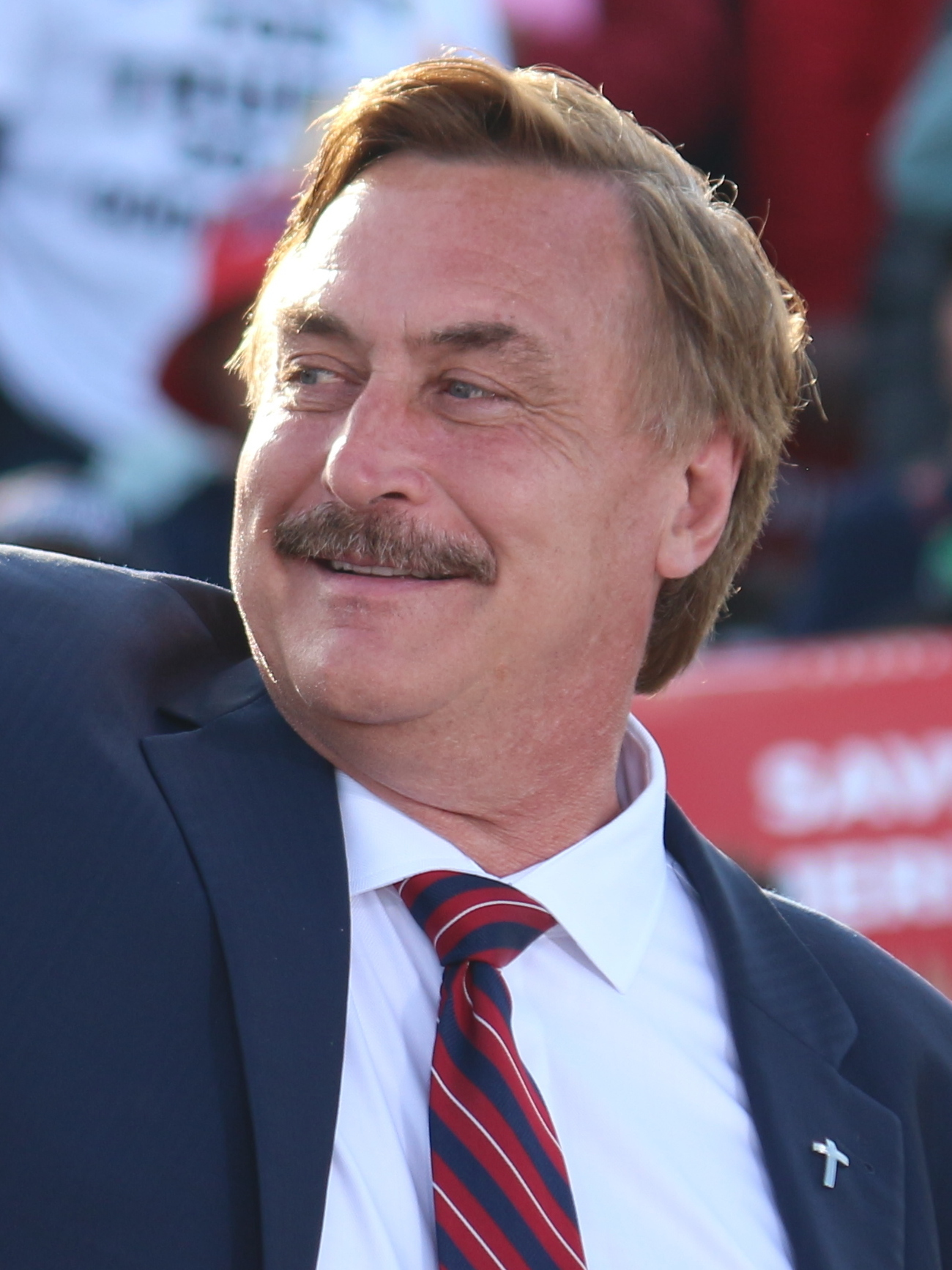
Mike Lindell

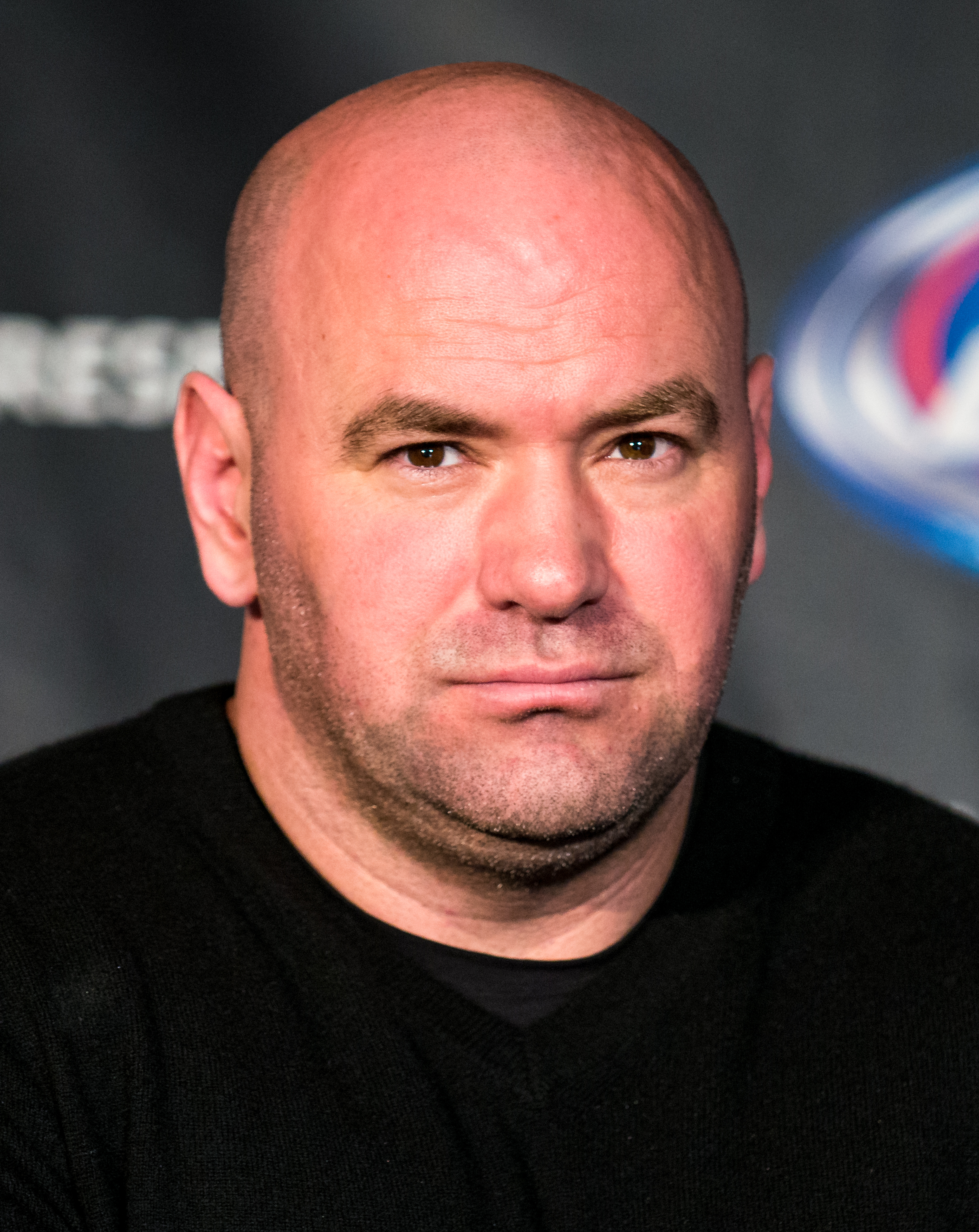
دینا وایت

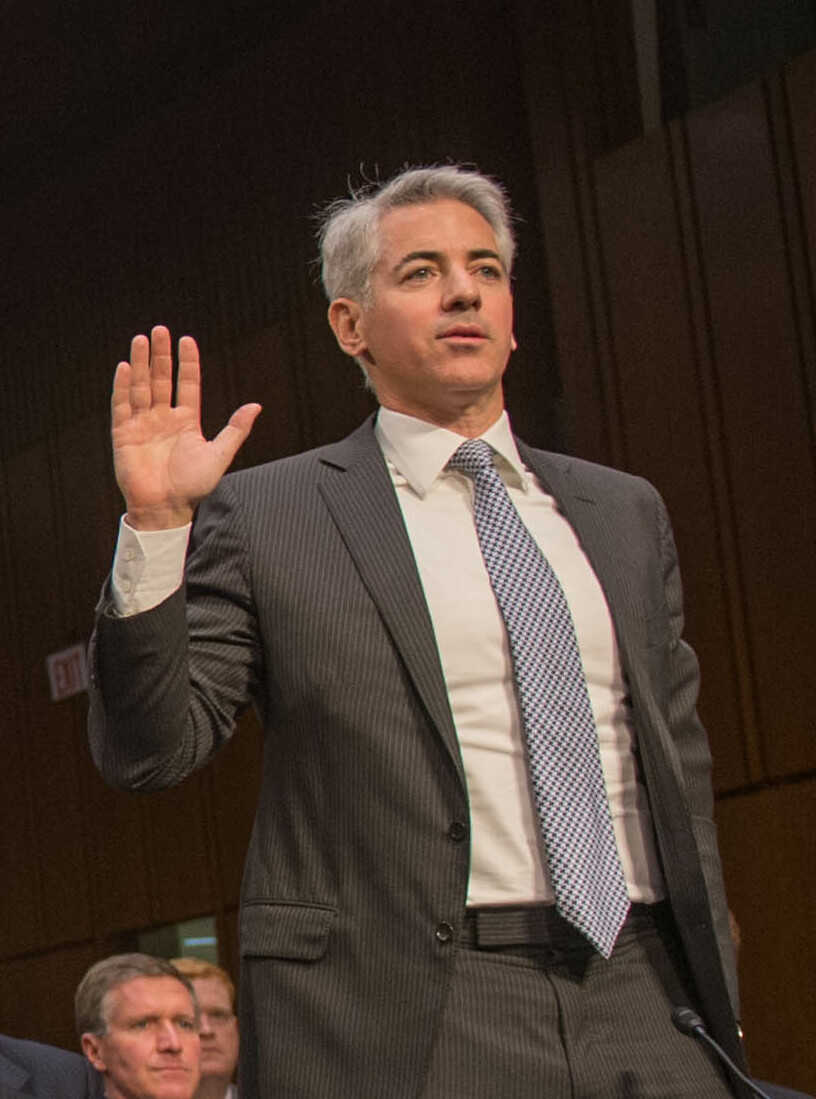
بیل آکمن

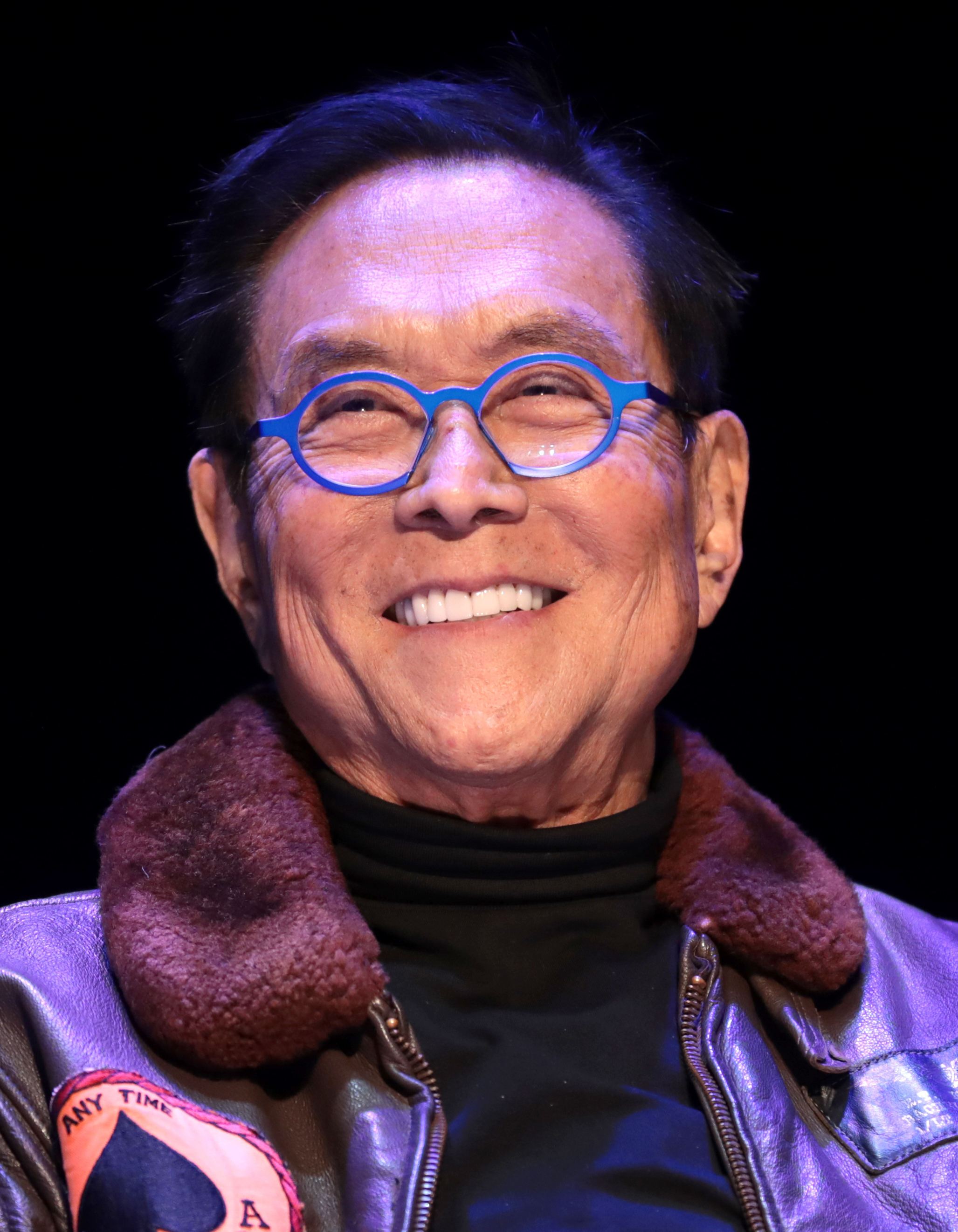
رابرت کیوساکی

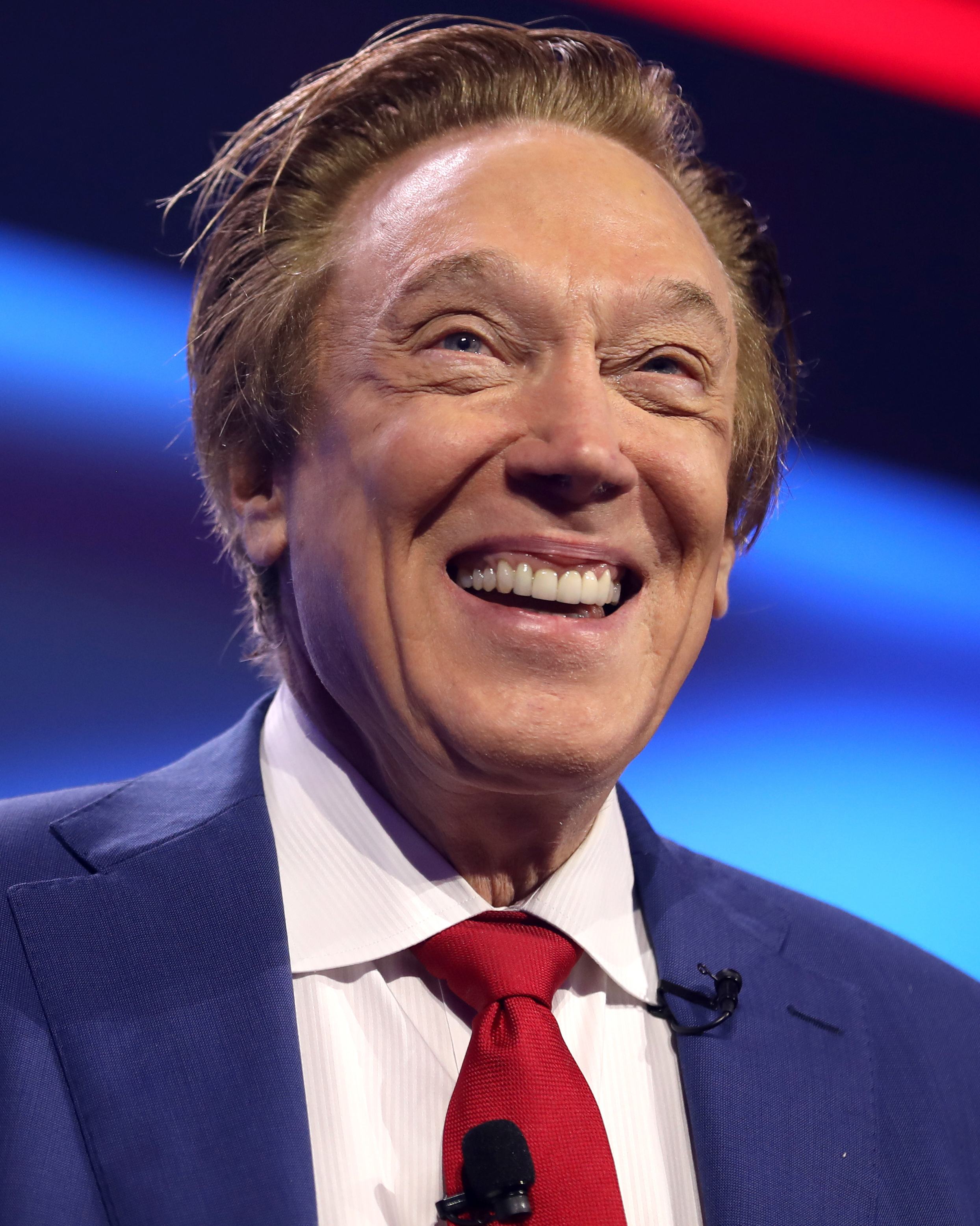
Perry Johnson

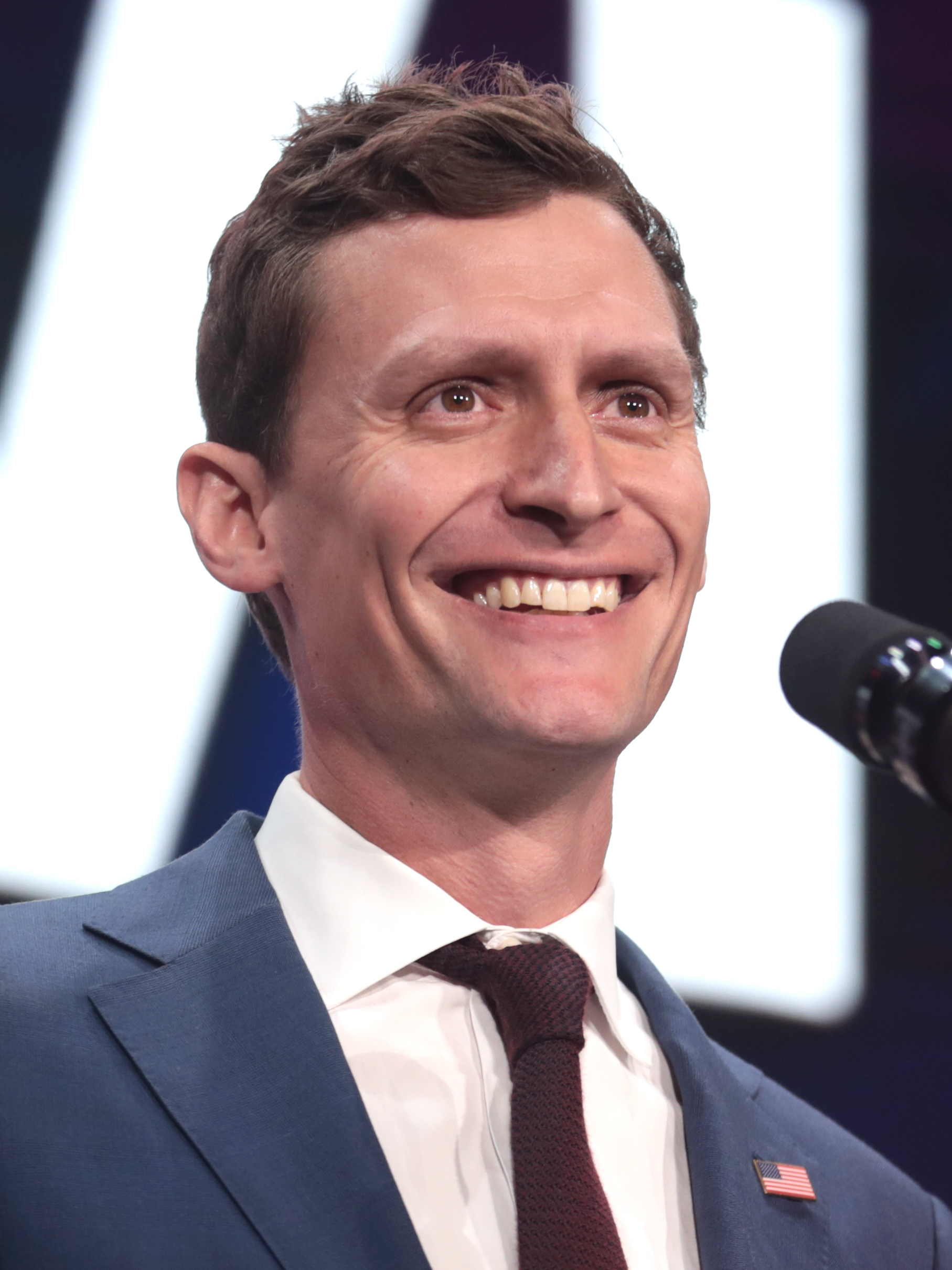
بلیک مسترز

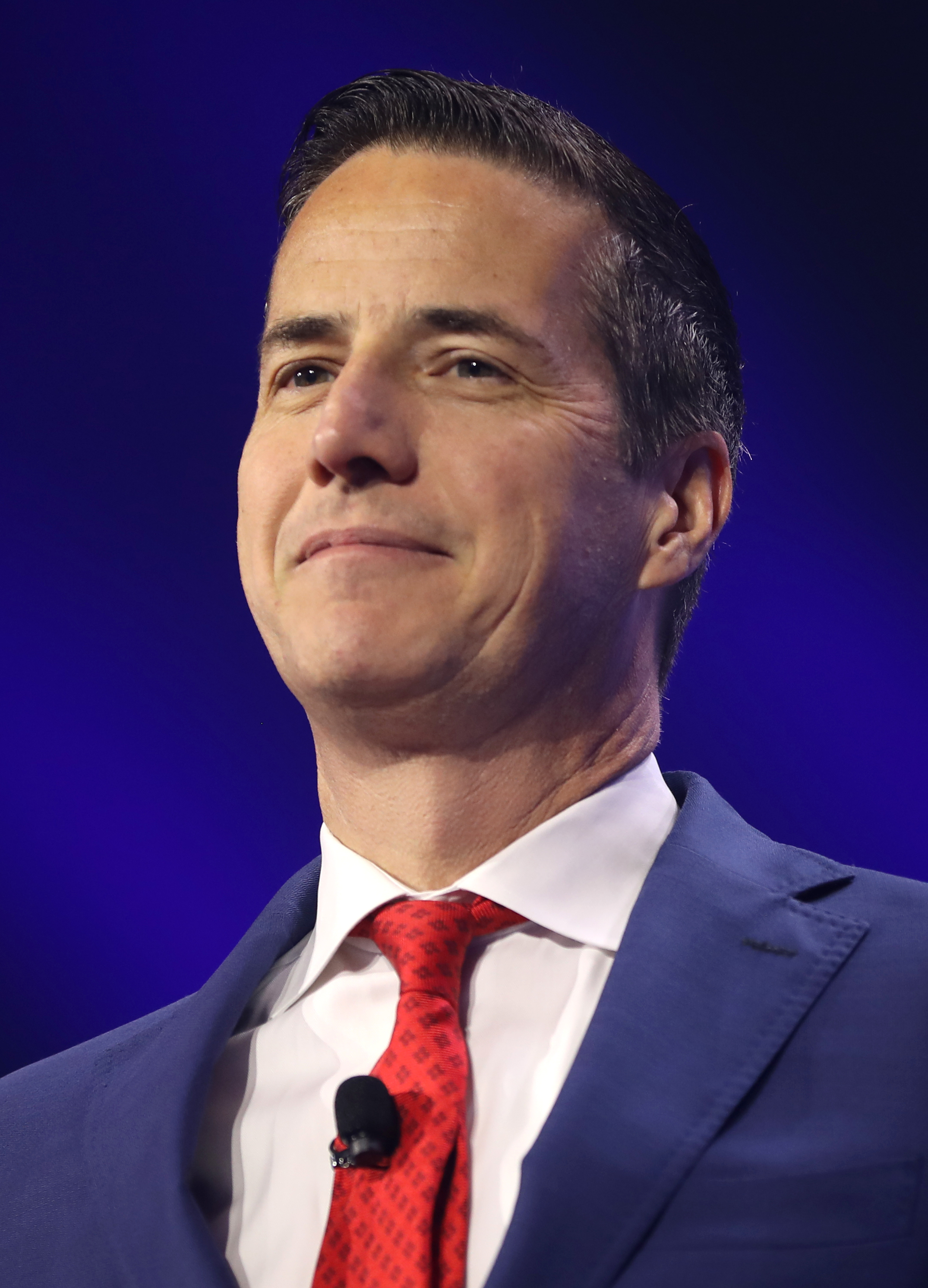
Bernie Moreno

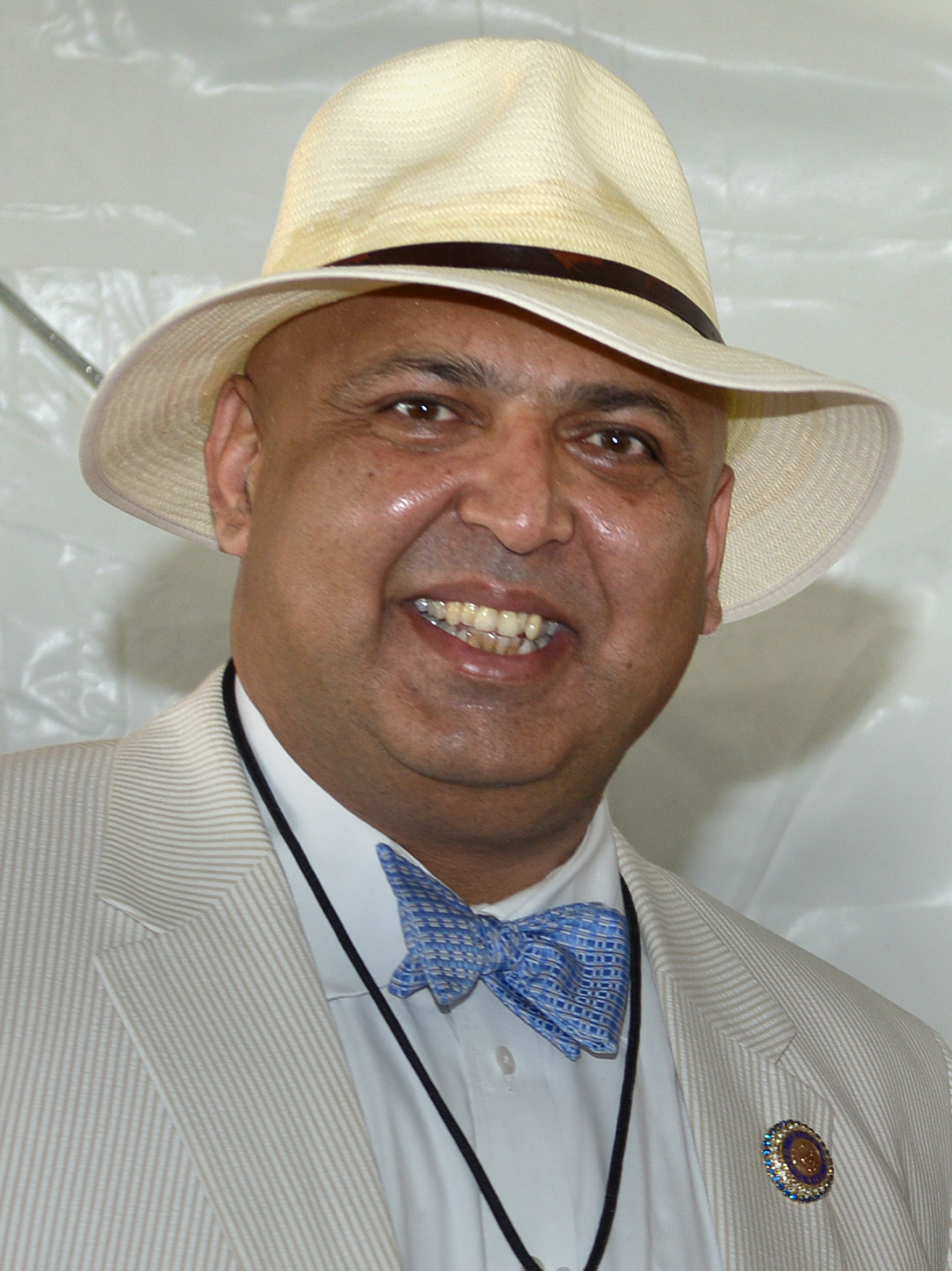
Sajid Tarar

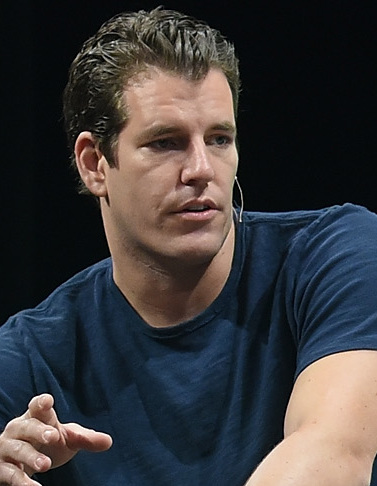
Tyler Winklevoss

- بیل آکمن، مدیر صندوق پوشش ریسک و مدیرعامل ارشد پرشینگ اسکوئر[۶۰][۶۱]
- Miriam Adelson, خیر و مالک لاس وگاس سندز[۶۲]
- Ronnie Barrett, بنیانگذار Barrett Firearms Manufacturing[۶۳]
- Scott Bessent, سرمایه‌گذار و مؤسس Key Square Group[۶۴]
- Robert Bigelow, بنیانگذار بیگلو اروسپیس[۶۵]
- George Bishop,مدیرعامل ارشد GeoSouthern Energy[۶۶]
- Joseph C. Canizaro, توسعه املاک و مستغلات و انسان‌دوست[۶۷]
- John Catsimatidis, مدیر عامل اجرایی of Gristedes و D'Agostino Supermarkets[۶۸]
- رایان کوهن، رئیس هیئت مدیره و مدیرعامل ارشد گیم‌استاپ[۶۹]
- Joe Craft, رئیس Alliance Resource Partners, L.P.[۷۰]
- Tim Dunn, مدیرعامل ارشد CrownQuest Operating[۷۱]
- Dan K. Eberhart,مدیرعامل ارشد Canary, LLC[۷۲]
- José Fanjul, غول شکر[۷۳]
- Tilman Fertitta,مدیرعامل ارشد Landry's, Inc. andمالک هیوستون راکتس[۷۴]
- هرولد هام، Chair of کانتیننتال ریسورس[۷۳]
- Jacob Helberg, tech advisor, entrepreneur, and founder of the Hill and Valley Forum[۷۵]
- Charles Herbster, تجارت کشاورزی executive[۷۶]
- Jeffery Hildebrand,مدیرعامل ارشد Hilcorp Energy Company[۶۶]
- Vicki Hollub, President andمدیرعامل ارشد اکسیدنتال پترولیوم[۷۷]
- Eric Hovde, مدیر عامل ارشد Sunwest Bank[۷۸]
- سوفیا هاچینز، مدیر عامل ارشد LUMASOL[۷۹]
- Douglas Ivester, formerمدیرعامل ارشد شرکت کوکاکولا[۸۰]
- Perry Johnson, businessman and former 2024 presidential candidate[۸۱]
- Jeremy Kauffman, بنیانگذار LBRY (حزب لیبرترین)[۸۲]
- Adam Kidan, President of Empire Workforce[۸۳]
- رابرت کیوساکی، کارافرین ژاپنی آمریکایی و مؤسس پدر پولدار، پدر بی‌پول[۸۴][۸۵]
- Shalabh Kumar, رئیس هیئت مدیره AVG Advanced Technologies[۸۶]
- چارلز کوشنر، توسعه دهنده املاک و بنیانگذار کوشنر کمپانیز[۸۷]
- Douglas Leone, سرمایه‌گذار خطرپذیر و شریک مدیریتی سابق سکویا کپیتال[۸۸]
- Mike Lindell,مدیرعامل ارشد My Pillow[۸۹]
- Carl Lindner III, هم مدیرعامل ارشد گروه مالی آمریکایی و مالک اکثریت باشگاه فوتبال سینسیناتی[۹۰]
- Joe Lonsdale, سرمایه‌گذار خطرپذیر و کارافرین فناوری[۹۱]
- Howard Lorber, بیزنس من و سرمایه‌گذار[۹۲]
- Palmer Luckey, بنیانگذار Reality Labs و Anduril Industries[۹۳]
- Howard Lutnick,مدیرعامل ارشد کانتور فیتزجرالد[۹۴]
- برنارد مارکوس، هم‌بنیانگذار هوم دیپو[۹۵]
- بلیک مسترز، سرمایه‌گذاری خطرپذیرو نامزد جمهوریخواه مجلس سنای ایالات متحده آمریکا از آریزونا در 2022[۹۶]
- Timothy Mellon,رئیس سابق هیئت مدیره Pan Am Systems[۷۱]
- Rebekah Mercer, اداره کننده Mercer Family Foundation[۷۳]
- رابرت مرسر، مدیر صندوق پوشش ریسک[۷۳]
- تیم مایکلز، هم مالک Michels Corporation و نامزد جمهوریخواه فرمانداری ویسکانسین در 2022[۹۷]
- Jason Miller, استراتژیست و مدیرعامل ارشد سابق Gettr[۹۸]
- Nate Morris, بنیانگذار Rubicon Technologies[۹۰]
- ایلان ماسک، مدیرعامل ارشد شرکت تسلا و اسپیس‌اکس (مستقل)[۹۹]
- Chamath Palihapitiya, سرمایه‌گذار خطر پذیر و سرمایه‌گذار[۹۳]
- جان پاولسون، صندوق پوشش ریسک[۱۰۰]
- نلسون پلتز، بنیانگذار Trian Partners[۱۰۱]
- آیزاک پرلموتر، مدیرعامل ارشد سابق مارول انترتینمنت[۱۰۲]
- شروین پیشه‌ور، هم‌بنیانگذار ویرجین هایپرلوپ و Sherpa Capital[۱۰۳]
- ویوک راماسوامی، بیزنس‌من و نامزد سابق ریاست جمهوری 2024[۱۰۴]
- جو ریکتس، بنیانگذار تی‌دی امریترید[۱۰۵]
- Phil Ruffin,مالک هتل و کازینوی ترژر آیلند و سیرکوس سیرکوس لاس وگاس[۷۳]
- دیوید سکس، کارافرین و سرمایه‌گذار (همزمان از رابرت اف. کندی جونیر هم حمایت کرده)[۹۱][۱۰۶]
- استفان شوارتزمن، رئیس هیئت مدیره و مدیرعامل ارشد بلک‌استون[۱۰۷]
- Tim Sheehy, بنیانگذار و مدیرعامل ارشد
- Thomas Siebel, بنیانگذار سیبل سیستمز و C3.ai[۱۰۳]
- جفری اسپرکر، رئیس هیئت مدیره و مدیرعامل ارشد اینترکانتیننتال اکسچنج و رئیس هیئت مدیره بورس نیویورک[۷۳]
- Kenny Troutt, بنیانگذار Excel Communications[۷۴]
- دونالد ترامپ جونیور، بیزنس‌من و نایب رئیس سازمان ترامپ (پسرش)[۱۰۸]
- اریک ترامپ، بیزنس‌من و نایب رئیس سازمان ترامپ (پسرش)[۱۰۹]
- کلسی وارن، مدیرعامل ارشد انرژی ترانسفر[۷۱]
- دینا وایت، مدیرعامل ارشد یواف‌سی[۱۱۰]
- کمرون وینکلوس، هم‌بنیانگذار Winklevoss Capital Management و مبادله رمزارز Gemini[۱۱۱]
- Steve Witkoff, سرمایه‌گذار در املاک[۹۲]
- Cathie Wood,مدیرعامل ارشد آرک اینوست[۱۱۲]

## بازیگران
- روزان بار، بازیگر[۱۱۳]
- راسل برند، بازیگر[۱۱۴]
- دین کین، بازیگر[۱۱۵]
- جیم کاویزل، بازیگر[۱۱۶]
- مایکل کوپن، بازیگر[۱۱۷]
- رابرت دیوی، بازیگر[۱۱۸]
- لارنس فاکس، بازیگر (بازیابی)[۱۱۹]
- کلسی گرامر، بازیگر[۱۲۰]
- تارین منینگ، بازیگر[۱۲۱]
- مارلا میپلز، بازیگر (همسر سابق ترامپ)[۱۲۲]
- الکساندرا نیکولاینکو، بازیگر اوکراینی[۲۸]
- دنیس کواید، بازیگر[۱۲۳]
- رندی کواید، بازیگر[۱۲۴]
- جان راتزنبرگر، بازیگر[۱۲۵]
- فیل رابرتسون، ستاره تلویزیون واقعیت[۱۲۶][۱۲۷]
- آنتونیو ساباتو جونیور، بازیگر[۱۲۴]
- کوین سوربو، بازیگر[۱۲۸][۱۲۹]
- کریستی سوانسون، بازیگر[۱۳۰]
- هالی والانس، بازیگر و مدل استرالیایی[۱۳۱]
- ادواردو وراستگی، بازیگر مکزیکی[۱۳۲]
- جان وویت، بازیگر[۱۲۴]
- چاک زیتو، بازیگر[۱۳۳]

## اهالی موسیقی

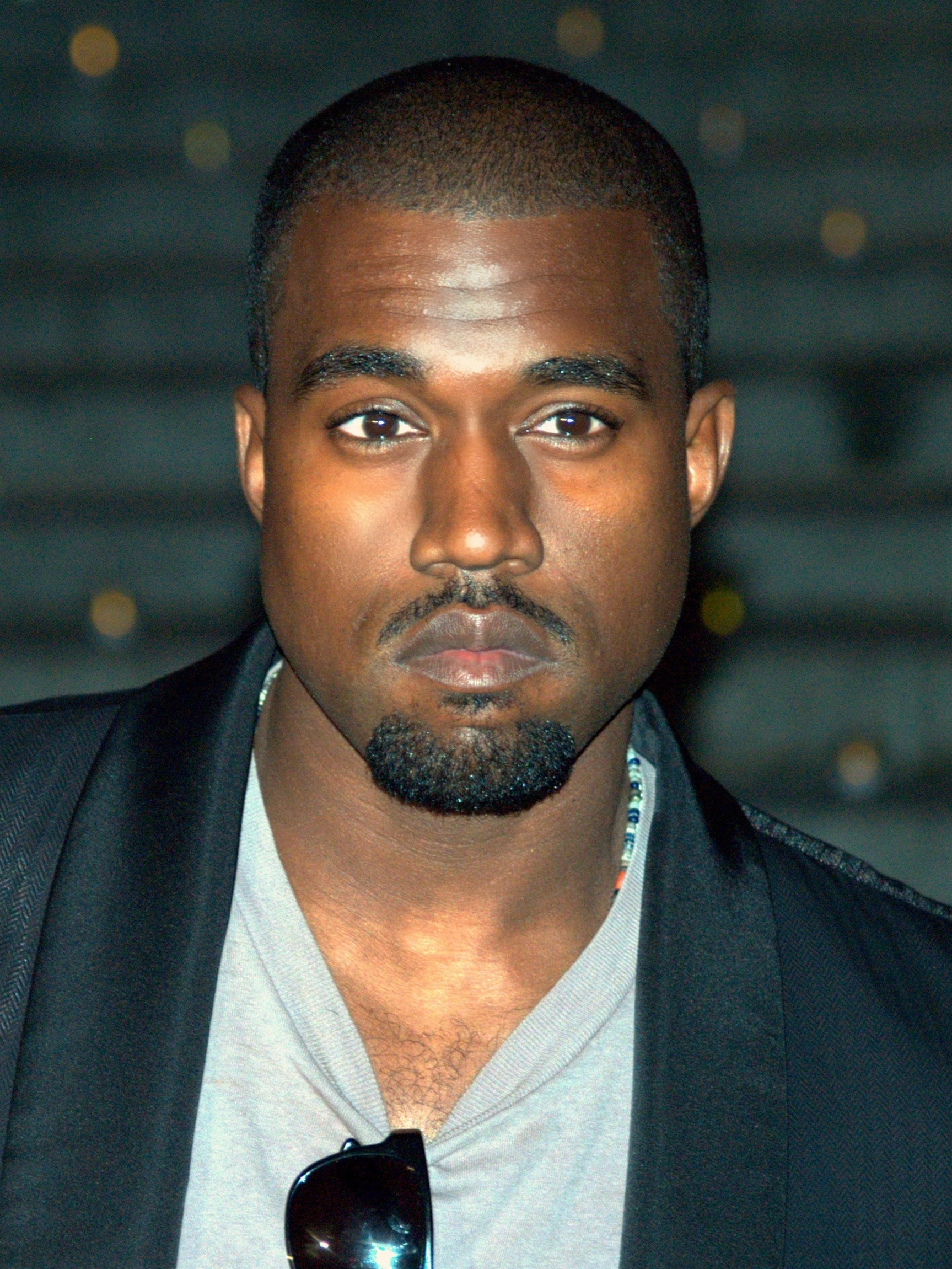
کانیه وست

## چهره‌های ورزشی

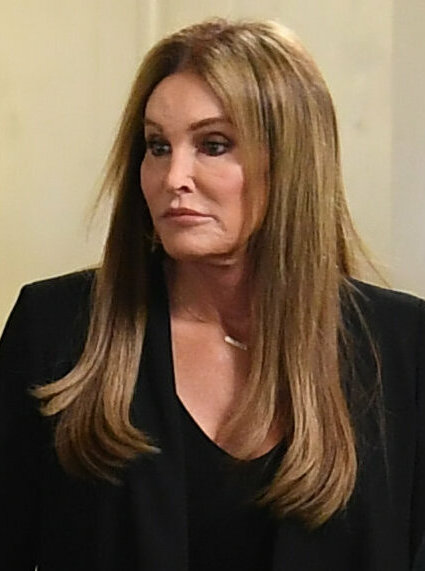
کیتلین جنر

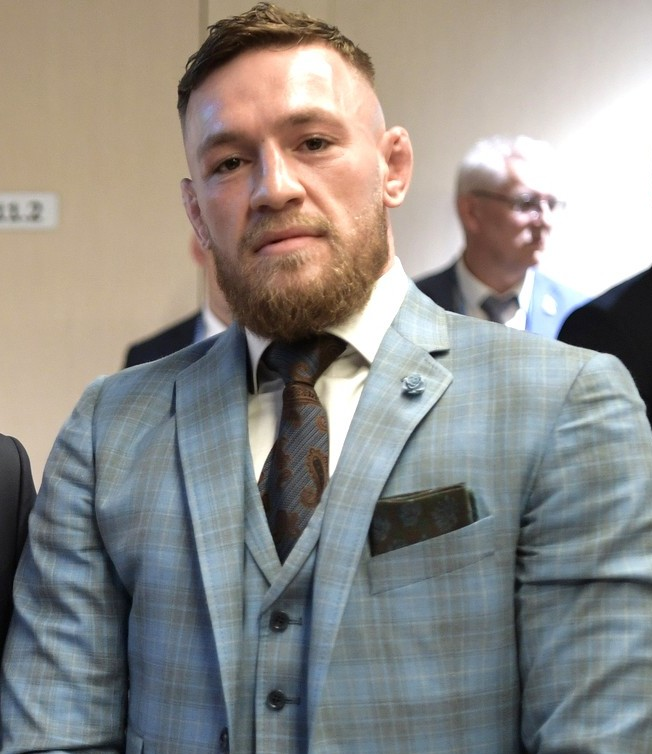
کانر مک گرگور

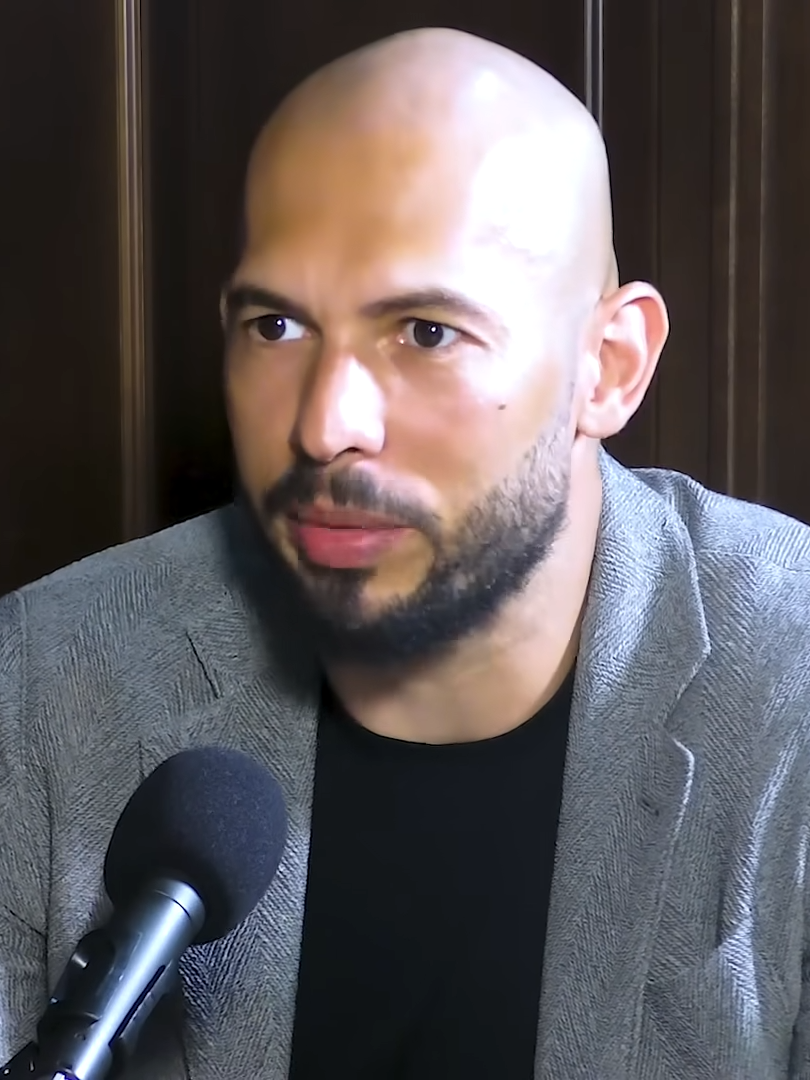
اندرو تیت

## کنشگران و شخصیت‌های عمومی

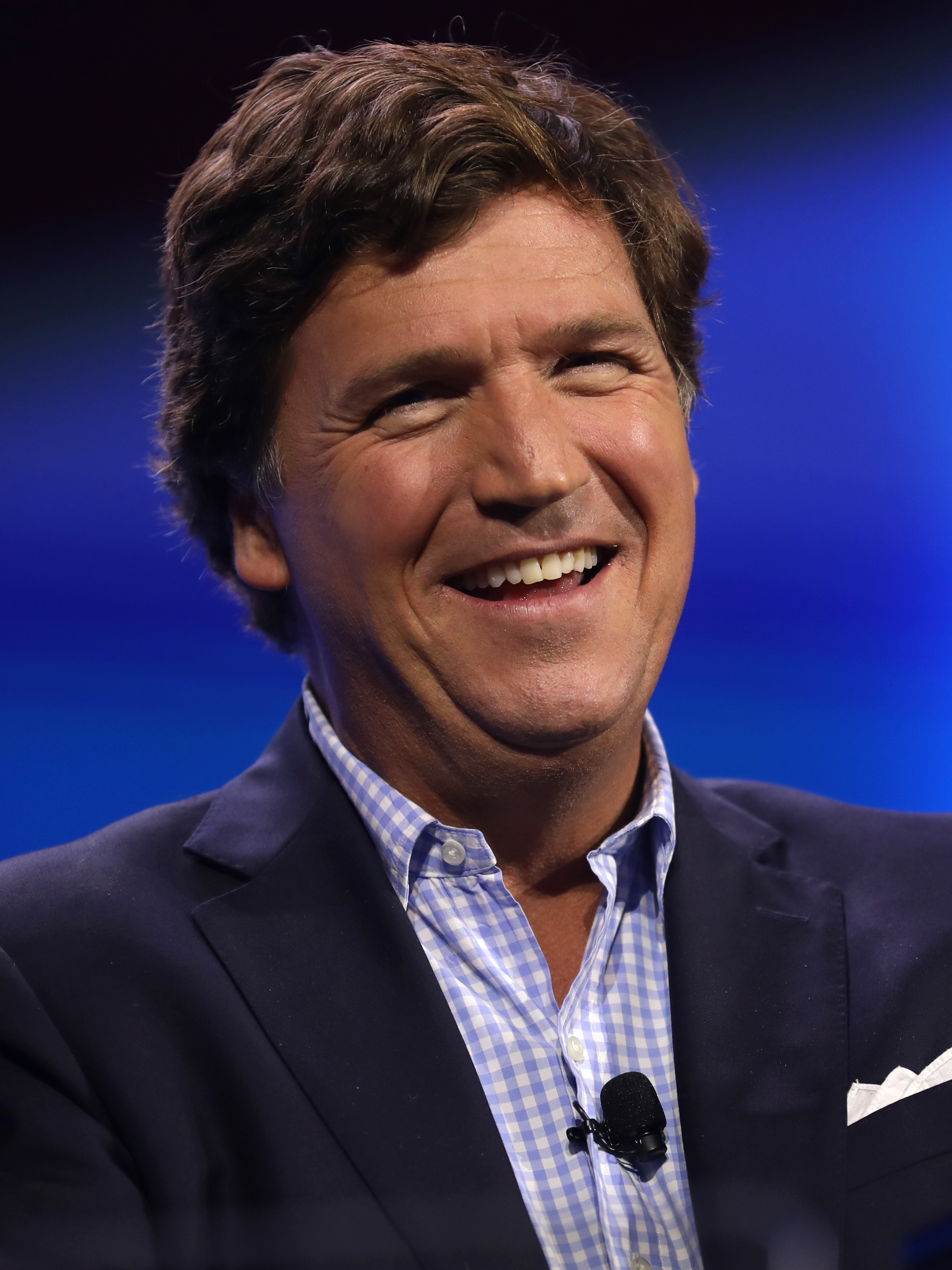
تاکر کارلسون

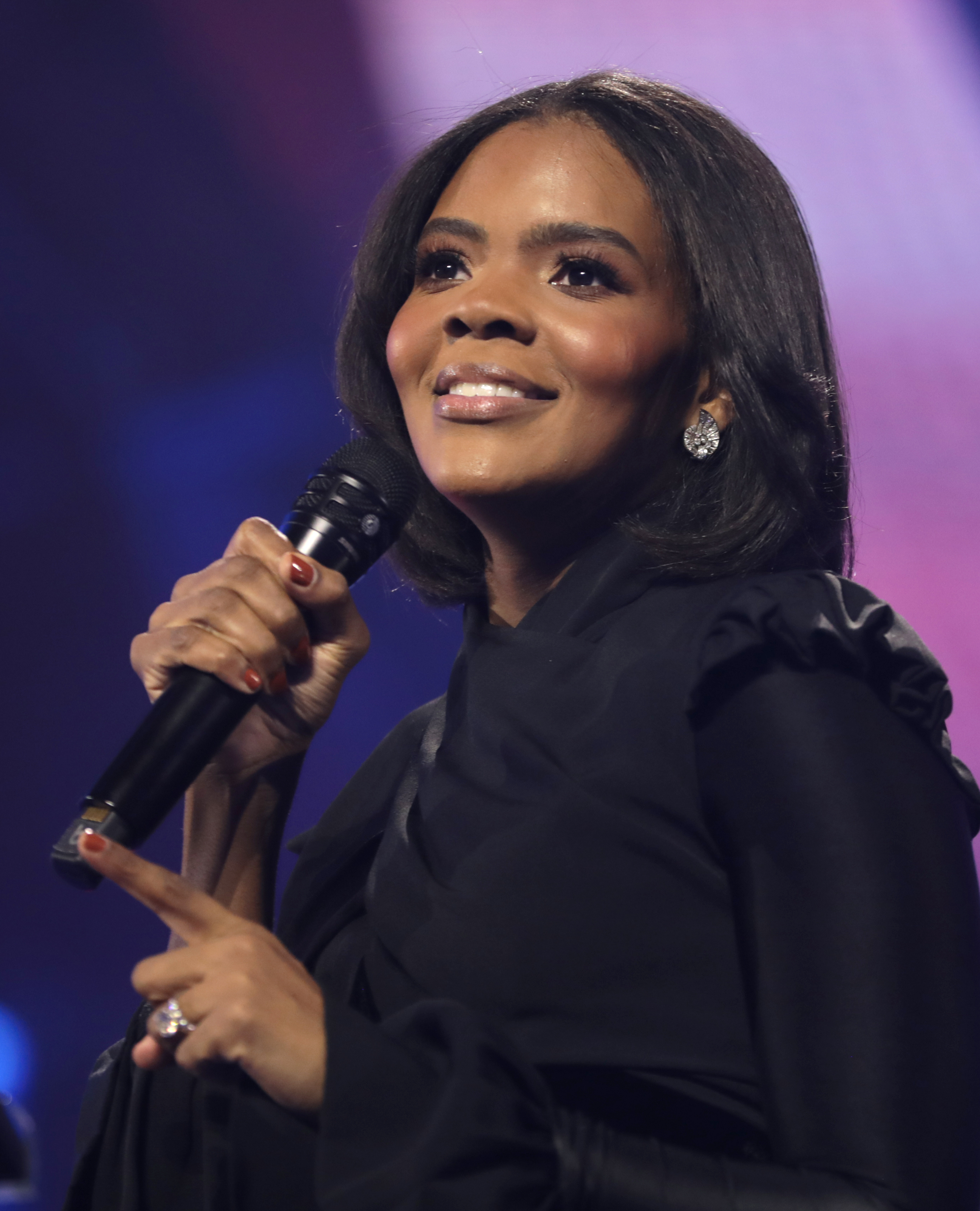
کندیس اونز

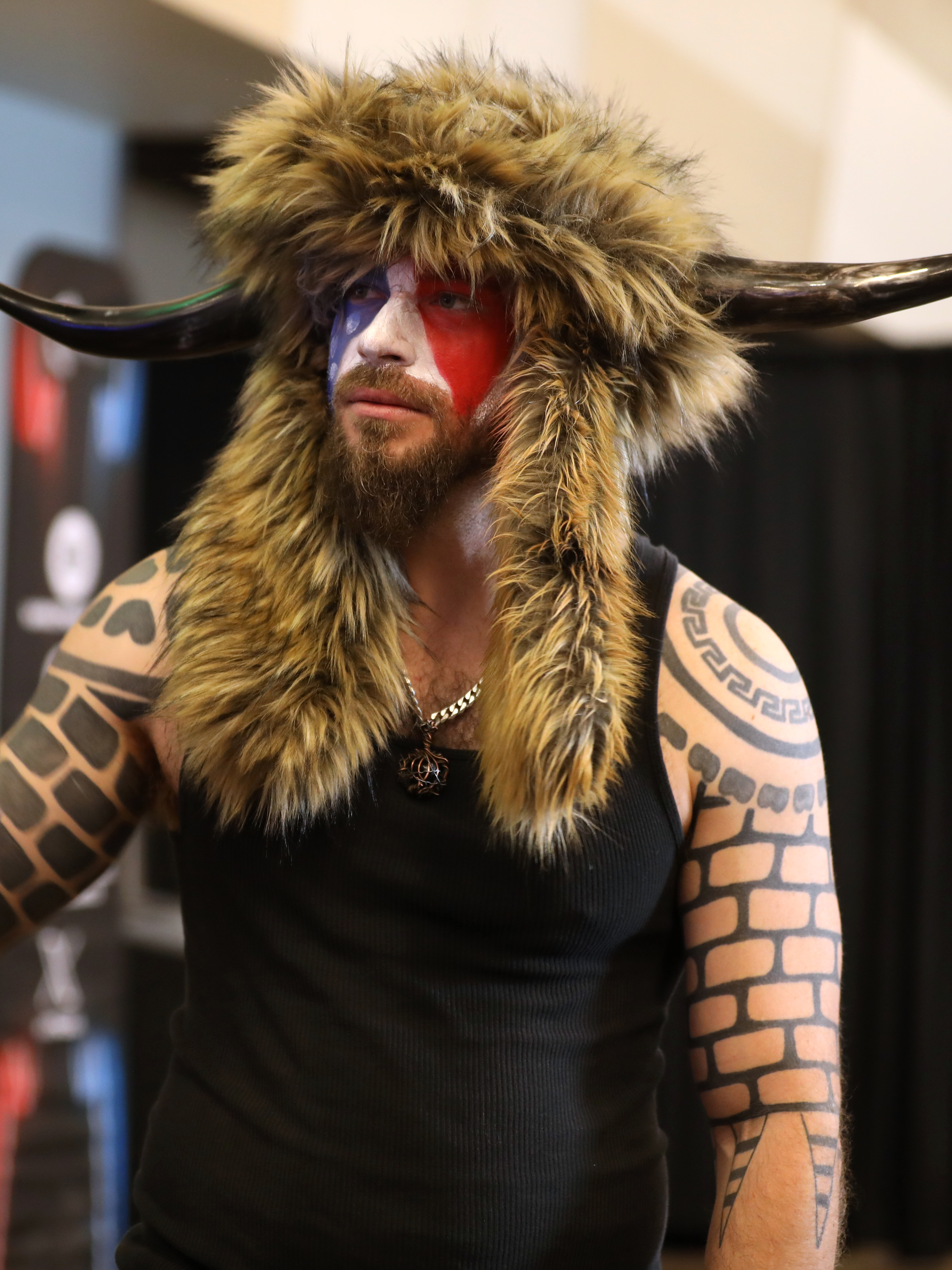
جیکوب چانسلی

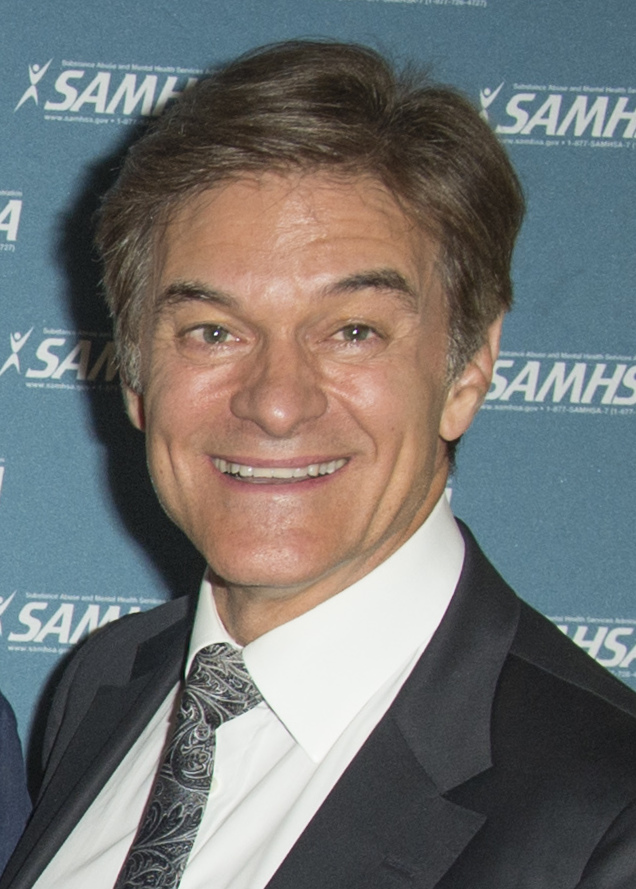
مهمت اوز